# Шахтар (Донецьк)
«Шахта́р» — український футбольний клуб з міста Донецька. Виступає у Прем'єр-лізі чемпіонату України. Створений у травні 1936 року. Володар Кубка УЄФА 2009. 4-разовий володар Кубка СРСР. 15-разовий чемпіон України, 15-разовий володар Кубка України, 9-разовий володар Суперкубка України.
До 2014 року проводив домашні ігри у Донецьку на стадіоні «Донбас Арена». Через російсько-українську війну «Шахтар» переїхав до Києва, і з 2014 року тренувальною базою «гірників» є олімпійський комплекс «Святошин». У 2014—2016 роках «Шахтар» провів більшість домашніх матчів у Львові на «Арені Львів», з лютого 2017 року до березня 2020 року клуб грав на ОСК «Металіст» у Харкові, з травня 2020 року — на НСК «Олімпійський» у Києві. З сезону 2022/23 основним домашнім стадіоном «гірників» знову є «Арена Львів».

## Історія

### Назви клубу
- «Стахановець» (1936—1946)
- «Шахтар» (з 1946)

### Донецький футбол до створення клубу
Першими футболістами на території Донеччини стали британські робітники (переважно валлійці), які приїхали сюди працювати на металургійних підприємствах Джона Юза.
Восени 1911 року при заводі Новоросійського товариства (сучасний Донецький металургійний завод) відкрито «Юзівське спортивне товариство», у складі якого діяв футбольний гурток. Команда існувала до 1919 року і була найсильнішою дружиною Юзівки у дорадянські часи. У 1920-х роках честь міста представляла команда клубу імені Леніна, основу якої становили робітники металургійного заводу. Одним з найвідоміших вихованців цієї команди став Віктор Шиловський. Саме колектив клубу ім. Леніна провів перший у Донбасі міжнародний матч — восени 1924 року робітничу збірну Німеччини розгромили 5:0. У першій половині 1930-х років лідерами футболу на Донеччині були «Динамо» і «Буревісник», останній виступав на одному з найкращих полів у Сталіно — у місці, де в 1936 році збудовано центральний стадіон «Шахтар».

### Перші роки: 1936—1941

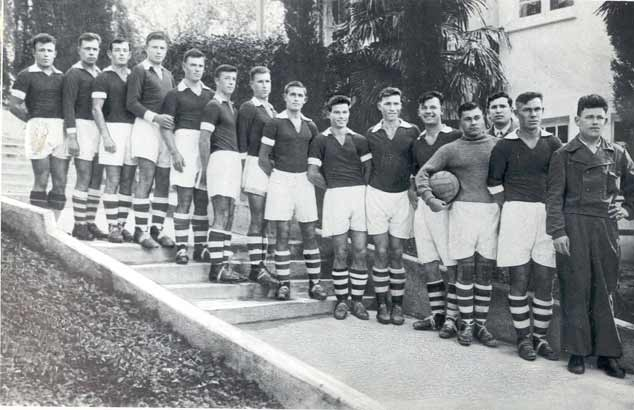
Футбольний клуб «Стахановець». 1937 рік

До 1936 року першість СРСР проводили нерегулярно і переважно поміж збірними міст або республік. Всесоюзна рада фізичної культури вирішила провести чемпіонат країни між клубними командами і для колективу зі Сталіно виділено місце у групі «В» (третя за рівнем радянська ліга). Обласна газета «Соціалістичний Донбас» 9 квітня 1936 року опублікувала рішення чиновників:
«…До команди увійдуть 22 найкращі гравці Донбасу. Гравці будуть звільнені від роботи на виробництві. Для покращення класу гри запрошено спеціального тренера…»
Організатором і першим головним тренером команди став Микола Наумов, який водночас був польовим гравцем – виступав у нападі.
2 травня 1936 року новостворена команда, поки що під прапором збірної міста, розгромила у товариській грі московський «Фрезер» – 6:0. Офіційний дебют команди відбувся у матчі чемпіонату УРСР 12 травня 1936 на стадіоні ім. Балицького в Горлівці з одеським «Динамо» (2:3).
24 травня 1936 р. «Вугільники» стартували у чемпіонаті СРСР матчем у місті Казань проти місцевого «Динамо» — поразка 1:4.
Головними кольорами команди у 1936 р. були червоний і блакитний.
У перших іграх колектив заявили під назвою «Вугільники» (рос. «Угольщики»)[джерело?], яку згодом змінили на «Стахановець». Весняний чемпіонат 1936 року клуб фінішувавши на 7-му місці серед 8 команд. В осінній першості «гірники» піднялись на одну сходинку, посівши 6-те місце. Перед сезоном 1937 команда підсилилась – прийшли талановиті виконавці: воротар Костянтин Скрипченко, оборонці Микола Кузнєцов, Георгій Бікезін і Георгій Мазанов та нападник Григорій Балаба, які стали основою «Стахановця» у 1938—1940 роках.
Сталінці сильно провели чемпіонат, поділивши 2-3 місце (серед 10 команд) з київським «Локомотивом». У 1938 році клас «А» розширили аж до 26 команд, серед яких був і «Стахановець». Команда виступила на хорошому рівні, перемігши, наприклад, віце-чемпіонів того сезону ЦБЧА (Москва) 4:0. Підсумок – 11 позиція. Двох гравців команди включили до списку 55 найкращих футболістів СРСР: оборонця Георгія Бікезіна під № 5 та нападника Григорія Балабу під № 5.
Наступні два сезони колектив був серед останніх у класі «А»: 12-е серед 14-ти, а через рік 12-е серед 13-ти команд. Вдало розпочала команда чемпіонат 1941 року: після 11 ігор стахановці посідали 5-е місце і зробили сенсацію, здолавши у Москві лідера радянського футболу «Динамо» (Москва) з рахунком 2:0. Але війна, що розпочалася, не дала змогу завершити першість, яка так добре розпочалася для «Стахановця».

### 1945-1959
Кілька футболістів загинуло на фронті, воротар Костянтин Скрипченко, який під час військових дій був сапером, продовжив кар'єру у «Динамо» (Київ). Під час окупації в місті була команда «Авангард» — вона проводила ігри з командами Макіївки, німецьких та італійських військ. За «Авангард» виступав, зокрема, колишній гравець «Стахановця» Георгій Бікезін. Саме Бікезіну і довірили капітанську пов'язку у 1944—1945 роках, він наново формував колектив після війни. У 1945 році з довоєнного складу залишилось тільки троє футболістів.
У відновленому чемпіонаті СРСР «Стахановець» увійшов до II групи (друга за рівнем ліга), де був одним з найсильніших: 5-е, 5-е та 2-е місця у 1945—1947 роках. У липні 1946 року товариство «Стахановець» перетворили на «Шахтар», і відтепер воно мало поєднувати колективи фізкультури вугільних підприємств країни. Відповідно найсильніша команда Донбасу почала називатися «Шахтар» (Сталіно).
У сезоні 1949 «Шахтар» повернувся до групи найсильніших, але виявився неготовим скласти конкуренцію провідним колективам СРСР. «Гірники» посіли останнє, 18-е місце, а 5 серпня 1949 року зазнали найбільшої поразки в історії виступів у чемпіонатах СРСР — 1:10 від московського «Динамо» у столиці. Одною з причин провального сезону став високий середній вік футболістів — 27 років. Клубу потрібно було негайно запрошувати нових футболістів.
Завдяки новій спонтанній зміні формату розіграшу чемпіонату СРСР «гірники» залишилися у найвищій лізі. Новим головним тренером став Віктор Іванович Новіков, прийшов ряд нових виконавців. «Шахтар» достойно провів першість і фінішував на 11 позиції серед 19 команд. Яскраво розкрився талант молодого 21-річного нападника Віктора Фоміна, який забив 10 м'ячів та був одним з найкращих у складі команди.
Перед чемпіонатом-1950 до «Шахтаря» перейшли славнозвісний форвард Олександр Пономарьов, який славився своєю результативністю, та гравець середини поля, київський динамівець Олександр Алпатов — вони збільшили атакувальну міць клубу. У чемпіонаті 1951 Пономарьов став чільником атак команди і встановив рекорд результативності серед гравців «Шахтаря» за сезон — 15 голів. 26 червня 1951 р. «гірники» провели одну з найкращих ігор у своїй історії — лідера першості, тбіліське «Динамо», розгромили 4:0. Після фінального свистка трибуни вибухнули овацією і винесли героїв матчу на руках. По закінченні останнього туру в «Шахтаря» та куйбишевських «Крильєв Совєтов» виявилось порівну очок, але завдяки кращій різниці забитих і пропущених м'ячів бронзові нагороди отримали українці. Наставником команди у тому сезоні був Віктор Новіков, ворота обороняли 2 рівноцінні гравці — Юрій Петров та Євген Пестов, лідером оборони був Микола Самарін, у середині поля діяли Олександр Алпатов та Володимир Гавриленко, а в нападі грали, зокрема, Олександр Пономарьов, Леонід Савінов, Віктор Фомін і Дмитро Іванов.
Сенсаційно завершився сезон 1952, за підсумками якого бронзовий призер попереднього року посів передостаннє місце і покинув клас «А». У команді були проблеми з дисципліною, окрім того, ряд провідних футболістів зазнали травм. Не допомагали набирати очки рідні стіни, оскільки згідно з рішенням керівництва радянського футболу весь чемпіонат провели у Москві в одне коло. У другій половині 1952 року новим головним тренером став колишній футболіст «Шахтаря» Олександр Пономарьов, який добре знав можливості колективу. Перед ним поставили завдання повернутися до класу найсильніших.
У 1953 р. «Шахтар» виграв свою підгрупу класу «Б», але у фінальній пульці посів тільки 3-тє місце. Наступного року «гірники» знову виграли змагання у своїй підгрупі, а виграти фінальний турнір допомогло те, що він відбувався у Сталіно — господарі зайняли 1 місце та здобули право у 1955 році перейти до класу «А». Після повернення до найвищого дивізіону «гірники» були середняками, займаючи 7-8 місця серед 12 колективів. Від 1956 до 1960 року тривала тренерська лихоманка — за цей період командою керували 6 тренерів.
У 1957 році добровільне спортивне товариство «Шахтар» ліквідували, а команда «Шахтар» (Сталіно) відтоді представляла новоутворене товариство «Авангард». У чемпіонаті 1959 футболісти із Донбасу посіли останнє, 12 місце, і тільки чергова трансформація формату радянської першості врятувала команду від пониження у класі.

### 1960—1969 роки
| «Шахтар»                                                     |
| З 1961 року клуб зазвичай грає у помаранчево-чорних кольорах |

Після 1960-х років за «Шахтарем» по всьому Радянському Союзу закріпилася слава сильної кубкової команди. Тричі поспіль: у 1961, 1962 та 1963 роках донеччани виходили до фіналу Кубка СРСР і двічі вигравали його. Спеціалісти відзначали дещо прямолінійну, але вольову і швидку гру «гірників» із силовим акцентом.
Всі ці успіхи пов'язані з приходом у липні 1960 р. нового наставника — Олега Ошенкова. Російський фахівець був відомий українським любителям футболу, адже саме під його керівництвом київське «Динамо» виграло срібні медалі чемпіонату країни, а у 1954 році здобуло перший всесоюзний трофей — Кубок СРСР з футболу. Новий наставник «Шахтаря» налагодив взаємодію між окремими ланками команди, навчив колектив вміло використовувати найсильніші сторони у своїй грі, підняв психологію і впевненість гравців у собі.
Відразу у другий рік роботи тренера «гірники» досягли найвищого успіху у всесоюзних турнірах — виграли Кубок СРСР. По дорозі до фіналу українці обіграли «Динамо» (Хмельницький), «Спартак» (Фергана), «Динамо» (Тбілісі), «Шахтар» (Сталіногорськ) і «Адміралтієць» (Ленінград). Суперником у вирішальній грі було столичне «Торпедо» — чемпіон СРСР, у складі якого грали зірки радянського футболу: Віктор Шустіков, Леонід Островський, Валерій Воронін, Слава Метревелі, Геннадій Гусаров, Валентин Іванов та інші. Після першого тайму рахунок був 1:1, а в другому Юрій Ананченко робить дубль і приносить перемогу «Шахтарю» — 3:1. Успіх команди з обласного центру був сенсаційним — чиновники були настільки впевнені в успіху торпедівців, що на почесних дипломах, які вручили «гірникам», були написані імена футболістів «Торпедо».
У 1962 році «Шахтар» знову виграв Кубок країни, перемігши «Знамя труда» (Орєхово-Зуєво) — команду з класу «Б» з рахунком 2:0. Наступного сезону українці знову вийшли до фіналу Кубка, але цього разу поступилися «Спартаку» (Москва) — 1:2. У чемпіонаті клуб виступав стабільно і у 1964 році посів найвище за останнє десятиліття 5-е місце. Наприкінці 1960-х років чудові результати показували дублери «Шахтаря» — молоді футболісти перемогли у першостях СРСР 1967 і 1969, а 1968 року посіли 2-е місце. Головним талантом вважали воротаря Юрія Дегтерьова, який регулярно виступав за юнацьку збірну Радянського Союзу. Основа команди потребувала оновлення та свіжої мотивації. За результатами сезону 1968 донеччани посіли 14-е місце, а коли восени 1969 р. «гірники» програли 4 матчі поспіль, тренера Ошенкова звільнили.
Клуб переживав зміну поколінь — у 1970 в іграх чемпіонату на поле виходило 28 футболістів, у тому числі аж 11 дебютантів. Одним з небагатьох, хто добре проявив себе у складі донецького клубу, був нападник Едвард Козинкевич, який забив 9 м'ячів і за підсумками сезону увійшов до всесоюзного списку «33 найкращих». Наступного року «Шахтар», посівши останнє 16-е місце, вибуває з елітного дивізіону.

### 1970—1979 роки

Популярним місцем перегляду ігор був терикон біля стадіону, де інколи збиралося кілька тисяч глядачів. 1967 рік

У 1971 р. «гірники» фінішували останніми у найвищій лізі СРСР і понизились у класі. Новим головним тренером став Олег Базилевич, якому вдалося відразу у перший сезон здобути 2-е місце і, таким чином, повернути «Шахтар» до «вишки». Команда зробила сенсацію, з ходу посівши 6-е місце у вищій лізі в 1973 році. Лідерами колективу були воротар Юрій Дегтерьов, захисники Володимир Бєлоусов, Віктор Звягінцев, півзахисники Анатолій Коньков і Валерій Яремченко, нападник Олександр Васін. Найбільшим відкриттям став бомбардир Віталій Старухін, який перейшов до клубу у 1972 році. Його чуття гола і висока результативність зробили нападника ключовим гравцем атаки «Шахтаря» у другій половині 1970-х років.
Проте з 1974 року Базилевич прийняв запрошення Валерія Лобановського тренувати «Динамо» (Київ) і покинув Донецьк. Його замінив Володимир Сальков. У сезоні 1974 «гірники» опустились на 12-е місце, але донеччани підсилились талановитим півзахисником Михайлом Соколовським. Наступного року донецький клуб піднявся на найвище місце у своїй історії, завоювавши «срібло» чемпіонату СРСР. Цей успіх дозволив «Шахтарю» вперше стартувати у єврокубках: 15 вересня 1976 року радянський клуб приймав у рамках Кубка УЄФА команду «Динамо» (Берлін) і переміг з рахунком 3:0. Нічия 1:1 у НДР дозволила «гірникам» пройти до 1/16 фіналу, де донецька команда вибила угорський «Гонвед» — 3:0 вдома та 3:2 на виїзді. У 1/8 фіналу суперником донеччан став славнозвісний туринський «Ювентус», який був основою збірної Італії (Діно Дзофф, Гаетано Ширеа, Клаудіо Джентіле, Франко Каузіо, Марко Тарделлі, Роберто Бонінсенья, Роберто Беттега та інші). У Турині «Стара синьйора» впевнено перемогла — 3:0. На матч-відповідь у Донецьку 8 грудня 1976 року, попри холодну погоду, зібралося понад 40 000 уболівальників. Висвітлювати гру прибуло близько 30 італійських журналістів. «Гірники» виграли 1:0 (м'яч забив Валерій Шевлюк) і ця перемога над однією з найсильніших команд світу увійшла до історії українського клубу.
Сезон 1977 донеччани завершили на хорошому, 5-у місці. Найкращим воротарем країни визнано Юрія Дегтерьова, за що йому вручили приз журналу «Огонёк». Українська команда пропустила мало голів (24 у 30 іграх), але друге коло першості провела неяскраво — із 15 матчів аж 12 завершилось унічию. На вістрі атак активно діяв Віталій Старухін, який вразив ворота суперників 9 разів. У 1978 р. донеччани дійшли до фіналу Кубка СРСР, але там поступились чемпіону, київському «Динамо» — 1:2. У складах обох команд відзначились їхні найкращі бомбардири: Блохін зробив дубль, а єдиний гол «гірників» забив Старухін. Того ж року команда вдало виступила у чемпіонаті СРСР, завоювавши «бронзу». У розіграші Кубка володарів кубків 1978/79 команда з Донбасу не змогла нічого протиставити легендарній іспанській «Барселоні» (0:3 на виїзді, 1:1 вдома) і вибула вже на першому етапі змагань.
Сезон 1979 вважають одним з найкращих за всі роки існування «Шахтаря»: клуб став віце-чемпіоном Радянського Союзу, лідер команди Віталій Старухін забив аж 26 голів і став не тільки найкращим бомбардиром чемпіонату, а й був визнаний найкращим футболістом країни. Із самого початку донеччани очолювали турнірну таблицю і втратили першу позицію лише після 21-го туру, коли програли у Києві «Динамо». Перед останньою грою «Спартак» (Москва) мав 48 очок, «Динамо» (Київ) — 47, а Шахтар — 46. Гірники мали перевагу, оскільки обидва суперники донеччан грали на виїзді: спартаківці перемогли, динамівці програли, а «Шахтар», перемігши удома московське «Торпедо», вдруге у своїй історії завойовує срібні медалі.

### 1980—1991 роки
Чемпіонат 1980 року пройшла нестабільно — донеччани здобували і великі перемоги (5:2 над «Зенітом», 3:0 над тбіліським «Динамо») і зазнавали прикрих невдач (0:5 від «Динамо» Київ). У воротах грало двоє майстрів: 32-річний Дегтерьов чергувався з молодим Віктором Чановим. У підсумку — 6 місце. Найбільшим успіхом сезону стала перемога в Кубку СРСР, де у фіналі з рахунком 2:1 обіграно тбіліське «Динамо».
У 1981—1982 рр. у клубі почалася зміна поколінь: залишили команду Віталій Старухін, Микола Федоренко, Віктор Звягінцев, Віктор Чанов та ще кілька футболістів. У чемпіонаті-1982 «гірники» були серед аутсайдерів, посівши 14-е місце. Реноме кубкової команди «Шахтар» підтвердив у 1983-му, коли вчетверте і востаннє у своїй історії здобув Кубок СРСР з футболу. На етапі 1/16 фіналу «гірники» розгромили вільнюський «Жальгіріс» 3:0, потім здобули важку перемогу у Москві над «Спартаком» у додатковий час — 3:2. Чвертьфінал проти московського «Динамо» відбувався у Ташкенті: український клуб першим пропустив гол, але не лише відігрався, а й впевнено переміг — 3:1. Півфінал проти «Зеніта» проходив на полі «Шахтаря» у присутності 40 тисяч уболівальників. Основний час приніс нічию 1:1, а додатковий не виявив переможця. Героєм поєдинку став голкіпер донеччанин Валентин Єлінскас, який відбив 2 удари ленінградців — перемога у серії пенальті 5:3. У фіналі гірники перемогли іншу українську команду — харківський «Металіст» — з рахунком 1:0. Переможний м'яч забив на 23-й хвилині Сергій Ященко. Новим очільником нападу став Віктор Грачов, у воротах надійно виступав Валентин Єлінскас.
Перемога у Кубку країни дозволила донеччанам виступати у Кубку володарів кубків 1983/84: радянський клуб легко обіграв данський Б-1901 і швейцарський «Серветт», здобувши 4 перемоги поспіль. В 1/4 фіналу суперником «Шахтаря» став клуб «Порту», який у середині 1980-х років був лідером португальського футболу та основою збірної країни. Перша зустріч відбувалася у Порту і «гірники» здивували господарів, перемагаючи до 37-ї хв. вже 2:0. Проте португальці зрівняли рахунок, а на 70-й хвилині забили переможний м'яч. Два голи на виїзді давали донеччанам хороші шанси на вихід до півфіналу у разі мінімальної домашньої перемоги. Донецьк 21 березня 1984 року був покритий снігом, але навіть у таку погоду на стадіон прийшло близько 50 тисяч фанів (всього заявок на квитки було майже 150 тисяч). На 63-й хвилині рахунок відкрив Віктор Грачов і ця перевага дозволила би «гірникам» пройти суперника за результатами двох матчів. Та на 72-й хв. ірландський легіонер «Порту» Міккі Волш зрівняв рахунок — нічия 1:1 і донеччани вибули з турніру. Для «Шахтаря» 1/4 фіналу залишалося найбільшим досягненням у єврокубках до сезону 2008/09.
Влітку 1984 р. «Шахтар», перемігши у двох матчах дніпропетровський «Дніпро», виграв Кубок сезону (радянська назва Суперкубка країни). Фінал Кубка СРСР-85 (поразка 1:0 від московського «Торпедо») став останнім значним досягненням донеччан у радянський час. У вищій лізі «гірники» значно погіршили результати: 6, 7, 8 і 14-те місця у 1986—1989 роках відповідно.

### 1992—1996 роки
Якщо у вищій лізі чемпіонату СРСР «гірники» були середняками, то у першості незалежної України стали одним із лідерів та фаворитів чемпіонату. Водночас команду покинули кілька важливих гравців, які переїхали до закордонних футбольних ліг: Віктор Грачов, Андрій Канчельскіс та Сергій Щербаков. У 1992 та 1993 роках «Шахтар» посідав четверті місця, а за підсумками першості 1993/94 став віце-чемпіоном України. Сезон 1995/96 й досі залишається найгіршим для «Шахтаря» за місцем, зайнятим у чемпіонаті України — аж 10 сходинка. Не було стабільності кадрів — у матчах першості барви «гірників» захищало аж 35 футболістів. Той чемпіонат
почався трагедією, коли 15 жовтня 1995 року на стадіоні «Шахтар» унаслідок вибуху, який був частиною боротьби кримінальних угруповань, був убитий президент клубу, Ахать Азіфович Брагін.
Клуб поступово переходив на рейки ринкової економіки: у червні 1993 року створили ЗАТ «Футбольний клуб „Шахтар“», наступного року підписано угоду про довгострокову оренду спортивно-тренувальної бази «Кірша», почалося оновлення інфраструктури клубу. У 1999 р. в Кірші відкрили тренувальний комплекс, який став одним із найсучасніших у Європі. Величезну роль у його побудові відіграли кошти нового власника «Шахтаря» — Ріната Ахметова.

### 1997—2009 роки

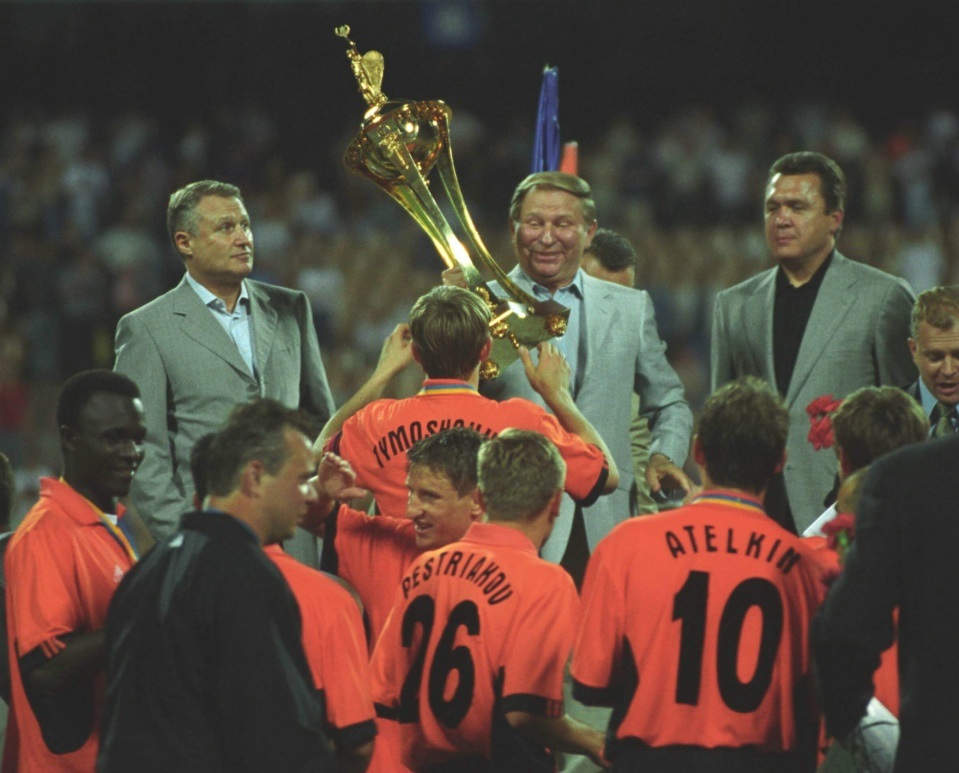
Гравці «Шахтаря» з кубком України, 2002

Початком нового етапу в історії «Шахтаря» вважають 11 жовтня 1996 р., коли президентом клубу став донецький бізнесмен Рінат Ахметов. Завдяки підсиленню складу та хорошому фінансуванню «гірники» за час його президентства стали поряд з київським «Динамо» беззаперечним грандом українського футболу і, загалом, одним з найбагатших клубів Східної Європи.
З 1997 року донеччани не опускалися нижче від другого місця у чемпіонаті України і регулярно виступали у європейських клубних турнірах. На початку 2000-х років клуб активно купує іноземних футболістів. У сезоні 2000/01 команда вперше у своїй історії потрапляє до групового етапу Ліги чемпіонів: після поразки у Донецьку від чеської «Славії» 0:1 «помаранчево-чорні» мали обмаль шансів перед повторним матчем у Празі. Всю гру чехи утримували вигідну їм нічию 0:0 і лише на 90-й хвилині Андрій Воробей забив гол, перевівши гру у додатковий час, де українці дотиснули суперника завдяки голу Сергія Ателькіна — 2:0. У своїй групі «Шахтар» посів 3-тє місце, пропустивши вперед «Лаціо» та «Арсенал» і випередивши празьку «Спарту».
У сезоні 2001/02 «гірники» вперше у своїй історії стають чемпіонами України. Цього успіху команда досягла під керівництвом італійця Невіо Скали, який став першим іноземцем, який коли-небудь очолював «Шахтар». Донеччани лише на одне очко випередили багаторічного переможця першостей київське «Динамо». У Лізі чемпіонів український клуб вибув на стадії 3-го кваліфікаційного раунду, програвши бельгійському «Брюгге», а в 1/64 фіналу Кубка УЄФА у Відні місцева «Аустрія» розгромила «гірників» 5:1. Скалу звільнили — італієць пропрацював у Донецьку лише 9 місяців, а його замінив відомий у минулому футболіст «Шахтаря» Валерій Яремченко.
З літа 2003-го до травня 2004-го наставником був німецький спеціаліст Бернд Шустер. Він, як і Невіо Скала, також не зумів пройти кваліфікацію Ліги чемпіонів і вилетів вже в 1/64 фіналу Кубка УЄФА. Команда виступала нестабільно і керівництво «Шахтаря» відмовилось від послуг німця навесні 2004 року. Згодом Шустер зробив непогану тренерську кар'єру в Іспанії, очолюючи «Хетафе» і «Реал Мадрид».

### Керівництво Мірча Луческу: 2004—2016
18 травня 2004 клуб представив нового головного тренера — ним став досвідчений румун Мірча Луческу. Фахівець мав досвід роботи у чемпіонатах Румунії, Італії та Туреччини, тренував, зокрема, «Інтер» (Мілан), «Галатасарай» та «Бешикташ». За час його роботи «гірники» п'ять разів ставали чемпіонами України і щороку (крім сезону 2005/06) виступали у груповому раунді Ліги чемпіонів.
29 серпня 2009 року відкрито «Донбас Арену» — один з найсучасніших стадіонів Європи. Це перший стадіон у Східній Європі, спроєктований і побудований відповідно до стандартів категорії «п'ять зірок». За акредитацією УЄФА та ФІФА — споруда відповідає класу «еліт».

#### Перемога в Кубку УЄФА 2009

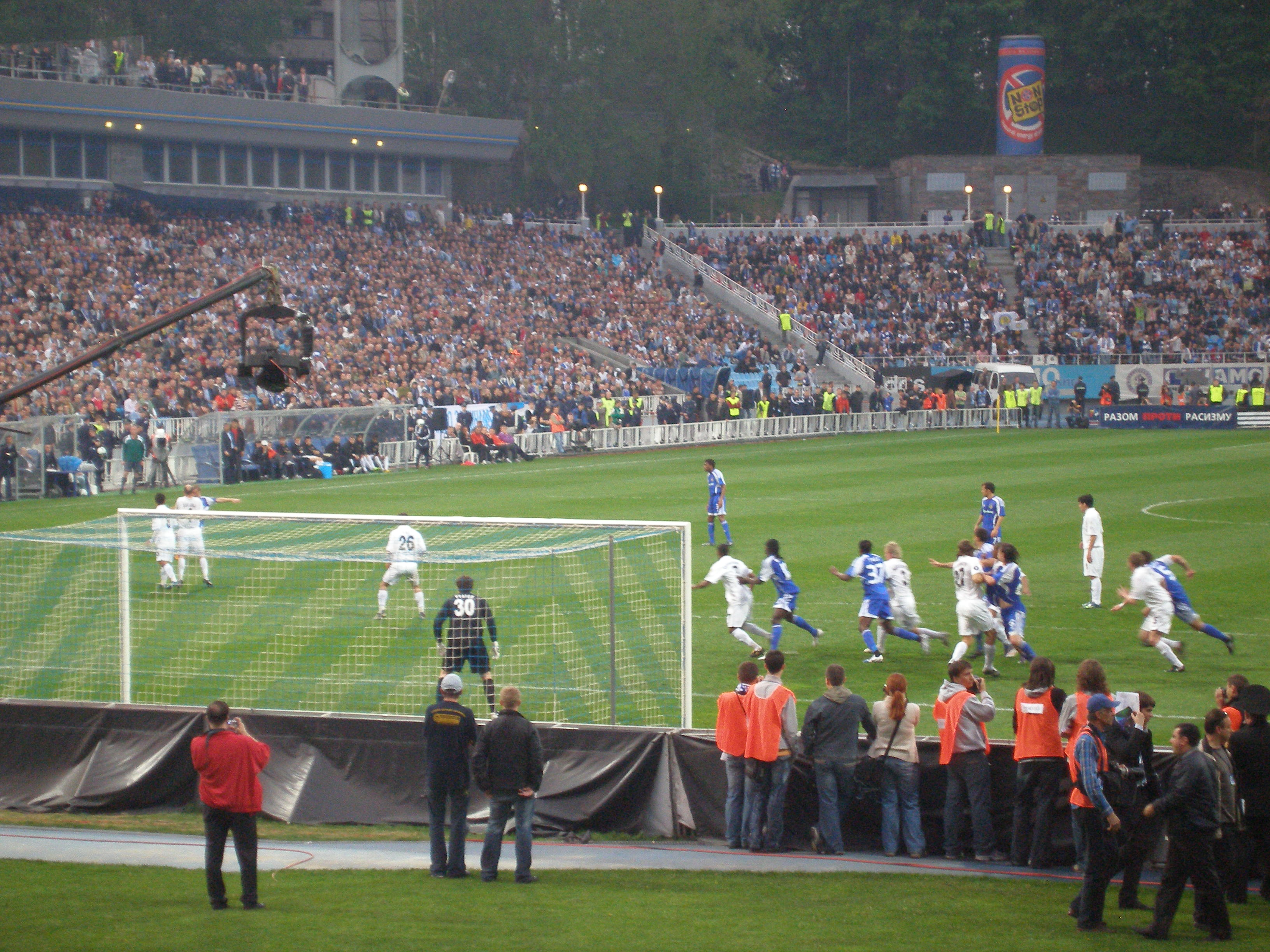
Півфінал Кубку УЄФА з київським «Динамо»

Черговий виступ і спроба «Шахтаря» вийти з групи у Лізі чемпіонів. Але їх чекала невдача. Вони посіли 3 місце і потрапили до 1/16 фіналу Кубка УЄФА. На шляху трапився лондонський «Тоттенгем», який вони обіграли за сумою двох матчів — 3:1. У 1/8 фіналу «Шахтаря» пройшов московський ЦСКА — 0:1, 2:0. В 1/4 фіналу «гірники» пройши випробування «Марселем». В той час коли у одному півфіналі було всеукраїнське дербі, «Вердер» виривав перемогу у «Гамбургу». «Шахтар» пройшов київське «Динамо» і вийшов у фінал.

Розміщення гравців у фіналі Кубка УЄФА

20 травня 2009 року «Шахтар» у двобої з німецьким клубом «Вердер» (Бремен) виграв останній в історії турніру Кубок УЄФА (з наступного сезону турнір отримав назву Ліга Європи). Основний час гри команди завершили з рахунком 1:1. У додатковий час, на 97 хвилині гри, Жадсон забив вирішальний м'яч.
Головний тренер донецького «Шахтаря» Мірча Луческу першим з іноземних фахівців був удостоєний звання Заслуженого тренера України.
Звання заслужених майстрів спорту за перемогу в Кубку УЄФА були удостоєні 17 футболістів «Шахтаря»: Андрій Пятов, Дмитро Чигринський, Олексій Гай, Олександр Кучер, Микола Іщенко, Євген Селезньов, Олександр Гладкий, Дарійо Срна, Маріуш Левандовський, Ігор Дуляй, Томаш Гюбшман, Резван Рац, Жадсон, Фернандінью, Ілсінью, Вілліан та Луїс Адріану. До того тільки 4 гравці «Шахтаря» були удостоєні звання Заслужених майстрів спорту: Валентин Сапронов 1963 року, а також Олексій Бєлік, Андрій Воробей та Анатолій Тимощук, яким це звання присвоїли 2005 року за внесок у вітчизняний футбол і вихід збірної України у фінальну частину чемпіонату світу 2006 року.

#### 2010—2015 роки
У наступному сезоні після перемоги, донеччани поступилися «Барселоні» у Суперкубку УЄФА, пропустивши лише на 115 хвилині. Команду покинув Дмитро Чигринський, перейшовши саме в каталонський клуб.
Чемпіонат України 2009/2010 «Шахтар» виграв, набравши 77 очок. Найближчим переслідувачем було київське «Динамо», яке відстало на 6 очок. Але в Лізі чемпіонів не пощастило. У кваліфікації гірники сенсаційно поступилися румунській «Тімішоарі» й вилетіли до Ліги Європи, де перемогли у своїй групі, але поступилися майбутньому фіналісту «Фулхему».
Сезон 2010/2011. «Гірники» розпочали з розгрому «Таврії» у Суперкубку України — 7:1. Донеччани знову перемагають у Чемпіонаті, при цьому в Європі показавши себе дуже гідно. Спочатку у групі «Шахтар» переміг лондонський «Арсенал» у двох матчах — 5:1 та 2:1. Та інші клуби групи. Вийшов в 1/8 і за сумою двох матчів з італійською «Ромою» переміг — 6:2. В 1/4 знову потрібно було боротися з тим самим каталонським клубом. «Барселона» перемогла в першому матчі — 5:1. А в другому «Шахтар» здобув перемогу — 1:0. І так цей єврокубковий сезон закінчився для команди.

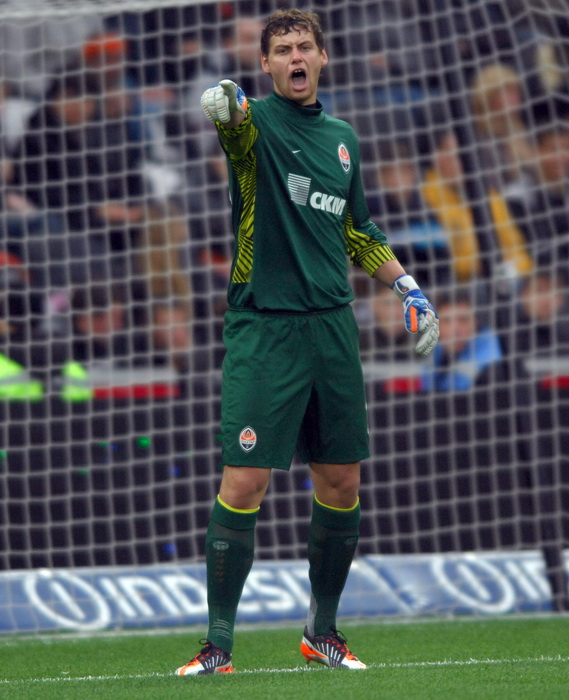
Олександр Рибка

Сезон 2011/2012. У чемпіонаті України команда стала другою, пропустивши вперед київське «Динамо». «Гірники» провалилися в Лізі чемпіонів — 4 місце в групі. Неймовірно заграв воротар — Олександр Рибка. Він виступав у всіх турнірах, та потім був дискваліфікований і покинув клуб. В команді вже добре прижилися Алекс Тейшейра, Дуглас Коста. Після закінчення сезону прийшов Антон Каніболоцький.
Сезон 2012/2013. Команда перемогла у черговому чемпіонаті країни з великим відривом від всіх команд. Особливо виділявся Генріх Мхітарян. Він став найкращим бомбардиром чемпіонату. А по закінченню сезону перейшов у «Боруссію». У єврокубках вистояли проти «Ювентусу» та залишили на 3-у місці «Челсі». Проте далі поступилися в 1/8 і покинули турнір.
Сезон 2013/2014. В клуб прийшло багато молодих новачків, які мали велику кількість досягнень в молодіжних клубах. В чемпіонаті «Шахтар» переміг. Але цього разу в трійці лідерів не було «Динамо». У Лізі чемпіонів «гірники» не були такими грізними і зайняли 3 місце. Потім легко поступилися «Вікторії».
Сезон 2014/2015. «Шахтар» залишається без чемпіонства. Перша сходинка у «Динамо». Але у єврокубках донеччани виступили краще. Спочатку Луїс Адріану повторив рекорд Ліонеля Мессі оформивши пента-трик у матчі з «БАТЕ». Вихід в 1/8. На шляху трапляється «Баварія». Перший матч закінчився 0:0. А у другому мюнхенці здобули розгромну перемогу — 7:0.
У 2015 році клуб залишили декілька лідерів — Луїс Адріану та Дуглас Коста, які знаходились у команді достатньо довгий час. Зазвичай в Україні з перших матчів «Шахтар» здебільшого знаходився на першому або другому місці. Але тепер він іноді дозволяв деяким командам виходити в зону Ліги чемпіонів. У Лізі чемпіонів, команда пройшла у груповий етап. В команді з'явились такі молоді гравці як: Віктор Коваленко, Дмитро Гречишкін, В'ячеслав Чурко, Максим Малишев, хоча більшість з них знаходилась в оренді в «Маріуполі».

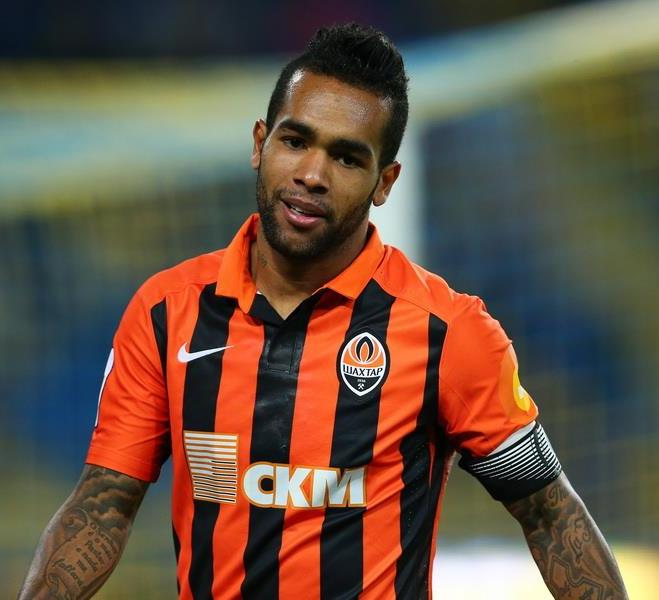
Алекс Тейшейра

Взимку з клубу пішов лідер — Алекс Тейшейра, який обрав китайський клуб — «Цзянсу Сунін». Зазвичай в такі клуби гравці приїжджали догравати, але Алексу на той час було всього 26 років і він мав можливість встановити рекорд України за забитими м'ячами в чемпіонаті, і напевне, він би протримався ще довгий час. Донеччани за цей трансфер отримали 50 млн євро. Це рекордна сума для «Шахтаря», України та Китаю..

На зимових зборах дуже добре себе проявили молоді таланти. А Віктор Коваленко взагалі потрапив до 50-и найкращих молодих футболістів світу.

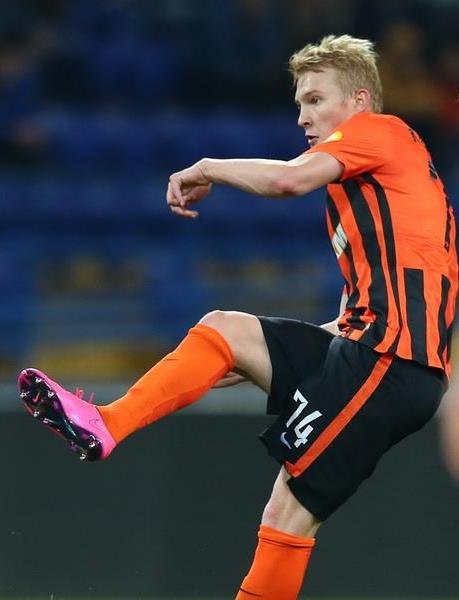
Віктор Коваленко

#### Останній сезон Луческу
У європейському сезоні 2015/16 команда Луческу лише з однією перемогою зайняла 3-є місто у квартеті з Реалом, ПСЖ і Мальме відправившись до Ліги Європи.
В 1/16 фіналу клуб зустрівся із «Шальке», перший матч завершився нульовою нічєю, в другому донецький клуб здобув перемогу 3:0. Голи забивали Марлос, Факундо і Коваленко.
В 1/8 фіналу довелося грати з «Андерлехтом». Перший матч завершився 3:1 на користь донецької команди, а в другому матчі «Шахтар» зіграв 1:1. Наприкінці гри рахунок вдалося зрівняти — гол забив Едуардо.
В 1/4 фіналу в матчі проти «Браги» в першому матчі «Шахтар» переміг із рахунком 2:1, а в другому розгромив португальський клуб 4:0.
У півфіналі Ліги Європи «Шахтар» грав проти «Севільї». У першому матчі вже на 6 хвилині м'яч побував у сітці «Шахтаря», але команда зібралася і відзначилася двічі. Втім, супернику вдалося вирівняти рахунок, забивши гол з пенальті. У другому матчі гірники поступилися 1:3 і завершили свій виступ у тому євросезоні.
У чемпіонаті команда посіла 2 місце, перегравши чемпіона, київське «Динамо», з рахунком 3:0 неосновним складом. Після голу Едуардо, Тарас Степаненко поцілував емблему перед трибуною фанатів київського клубу. Коли він повертався на свою половину поля, його вдарив ззаду по нозі Андрій Ярмоленко, після чого між багатьма гравцями обох команд виникла сутичка. У результаті з поля були вилучені обидва гравці, а також Олександр Кучер (із лави запасних), який заступився за партнера по команді.
Залишилося дограти лише в кубку України. Фінальний матч з луганською «Зорею», став останнім для тренера Мірчи Луческу, який прийшов у «Шахтар» 2004 року. За 12 років під його керівництвом команда провела 573 матчі і завоювала 22 трофеї. Луческу привів «гірників» до 8 перемог у національному чемпіонаті, 6 разів «помаренчево-чорні» ставали володарями Кубка країни і 7 разів – Суперкубка України. Найбільш гучним досягненням на європейській арені став тріумф в останньому розіграші Кубка УЄФА 2009 року.

### Керівництво Фонсеки: 2016—2019
У травні 2016 року тренерське місце зайняв португалець Паулу Фонсека, який поступився «Шахтарю» у чвертьфіналі Ліги Європи. Він прокоментував свій прихід так:

Я прийшов у амбітний клуб. Прийшов за перемогами. Для мене велика гордість представляти саме цей клуб. Що до ситуації в якій знаходиться «Шахтар», я знаю куди я йшов, я знаю в яких умовах буду працювати, що всі матчі ми проводимо не вдома. Тож жодних виправдовувань не буде. Я і лише я буду відповідати за результат. Але сподіваюся що ми будемо перемагати і питання не буде актуальним.

У першому офіційному матчі під керівництвом Паулу Фонсеки «Шахтар» програв у серії пенальті київському «Динамо» в поєдинку за Суперкубок України. А в першому матчі чемпіонату підопічні Фонсеки перемогли «Зірку». У наступному матчі «гірники» перемогли швейцарський «Янг Бойз». Це був перший єврокубковий матч «Шахтаря» під керівництвом нового тренера.
У сезоні 2016/17 років «Шахтар» дійшов до 1/32 фіналу Ліги Європи, де за підсумками двох матчів поступився «Сельті» з Віго (1:0 та 0:2). За підсумками сезону 16/17 Шахтар посів 1 місце чемпіонату і пройшов до групового раунду ЛЧ 2017/18, при жеребкуванні якого потрапив до першого кошика (для України це вперше), тож уникнув на цьому етапі зустрічей з найрейтинговішими суперниками.
Сезон 2017/18 «Шахтар» розпочав з впевненої перемоги в Суперкубку над «Динамо» з рахунком 2:0. У Лізі чемпіонів Шахтар потрапив у групу F з «Манчестер Сіті», «Наполі» та «Феєнордом». У першому турі донецький Шахтар приймав у Харкові Наполі та завдяки голам Тайсона та Феррейри здобув першу перемогу 2:1.
14 лютого 2018 року стало відомо, що «Шахтар» змінив місце реєстрації з Донецька на Маріуполь.

### Керівництво Каштру: 2019—2021
Після закінчення контракту Паулу Фонсеки, керівництво клубу ухвалило рішення назначити португальського тренера Луїша Каштру, на вакантну посаду. Цей спеціаліст до цього очолював команди чемпіонату Португалії, та близько десяти років працював у системі «Порту».
Під час літнього трансферного вікна клуб не здійснював багато трансферів на підсилення складу. В останні дні трасферного вікна стало відомо, що Євген Коноплянка, який чотири сезони виступав у європейських клубах, поповнить склад «гірників». Також у команду перейшов молодий бразильський захисник Вітао. Влітку команду остаточно покинули ряд гравців, які не зуміли закріпитися клубі та виступали в орендах в інших командах (Густаво Бланко Лещук, Іван Петряк, Денис Безбородько, Олег Данченко). Іван Ордець, який десять років перебував у системі клубу, також залишив команду.
28 липня відбувся перший матч команди з новим тренером. «Шахтар» поступився київському «Динамо» у поєдинку за Суперкубок України з рахунком 1:2.
Незважаючи на цю стартову невдачу, донецька команда дуже впевнено пройшла осінню частину чемпіонату України. У вісімнадцяти турах вони здобули шістнадцять перемог та двічі зіграли у нічию, впевнено лідируючи перед зимовою перервою. Також вони двічі перемогли київське «Динамо» у чемпіонаті (2:1 на виїзді та 1:0 вдома), але поступилися київській команді в 1/8 кубка України (1:2).

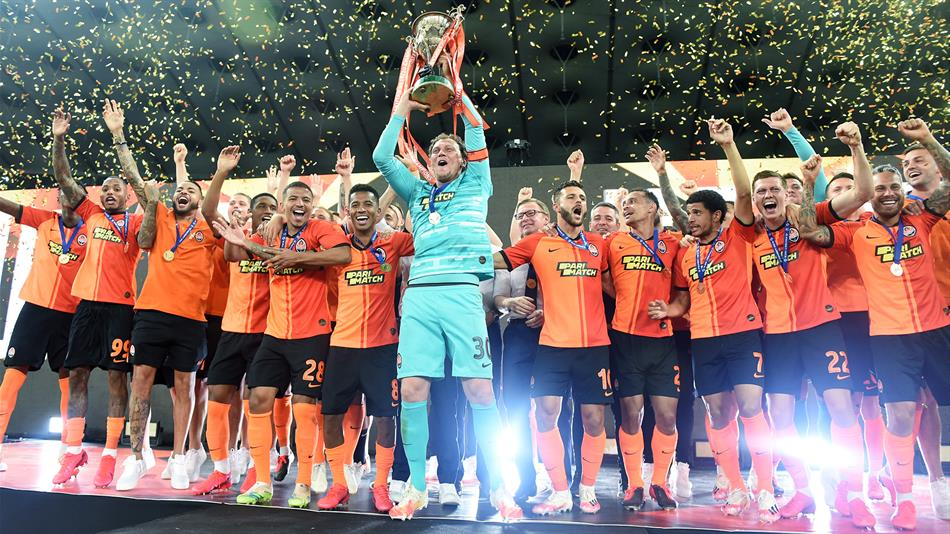
«Шахтар» святкує чемпіонство 2019—2020

У Лізі чемпіонів «Шахтар» третій рік поспіль потрапив у групу з «Манчестер Сіті». Також їхніми суперниками стала «Аталанта», за яку виступав вихованець донецького клубу Руслан Маліновський, та чемпіон Хорватії загребське «Динамо». Після домашної поразки від «Манчестер Сіті» (0:3), «гірники» зуміли перемогти на виїзді «Аталанту» (2:1). Спарені матчі проти загребського «Динамо» склалися дуже важко. Вдома матч закінчився з рахунком 2:2, а на виїзді «Шахтар» поступався 1:3, але завдяки двом голам, які були забиті в додатковий час, зумів вирвати нічию (3:3). Також «гірники» зуміли зіграти у нічию на виїзді з «Манчестер Сіті» (1:1). Все вирішувалося в домашній зустрічі проти «Аталанти». Італійська команда впевнено перемогла 3:0, ставши другою, а «Шахтар» із третього місця вийшов у Лігу Європи.
У двадцятому турі «Шахтар» зазнав першої поразки у чемпіонаті, поступившись «Ворсклі» (0:1). Перший етап чемпіонату вони завершили на першому місці, випереджаючи «Динамо» на шість очків. Другий етап команда розпочала з поразки від луганської «Зорі» (0:1), після чого чемпіонат був призупинений через пандемію COVID-19. Після відновлення чемпіонату «Шахтар» виграв сім матчів та двічі зіграв у нічию, впевнено вигравши чемпіонство. Перевага над другим місцем склала 23 очки. Усі домашні матчі після відновлення чемпіонату вони провели у Києві, на «Олімпійському».
Виступи у Лізі Європи «Шахтар» розпочав матчами проти «Бенфіки». Після домашньої перемоги 2:1, вони зіграли 3:3 на виїзді, та пройшли в наступний раунд. 12 березня донецька команда премогла в 1/8, на виїзді, «Вольфсбург» 2:1, після чого розігращ турніру був призупинений через пандемію COVID-19. Матч-відповідь відбувся через п'ять місяців, 5 серпня. «Шахтар» впевнено переміг 3:0 та пройшов у чвертьфінал. Через пандемію COVID-19 регламмент змагань змінили. Усі наступні стадії єврокубку складалися з одного матчу та відбувалися у Німеччині. 11 серпня вони впевнено здолали «Базель» у чвертьфіналі (4:1) та втретє в історії дійшли до стадії півфіналу в цьому єврокубку. 17 серпня, у півфіналі, розгромно поступилися «Інтернаціонале» (0:5), завершивши сезон.

### Керівництво Де Дзербі: 2021—2022
25 травня 2021 року оголосили, що новим тренером «Шахтаря» стане Роберто Де Дзербі, який до цього три роки працював з італійським Сассуоло.
Влітку до команди приєдналися Педріньйо з «Бенфіки», Лассіна Траоре з «Аякса» та Марлон, який працював із Де Дзербі в Сассуоло. На ці трансфери «гірники» витратили близько €40 млн. Також команду покинув грузинський захисник Давид Хочолава, який провів у складі «Шахтаря» чотири роки, та Едуард Соболь, якого викупив «Брюгге».
У серпні «Шахтар» зумів подолати кваліфікацію Ліги чемпіонів. У третьому кваліфікаційному раунді український клуб двічі переміг «Генк» з рахунком 2:1, а раунді плей-оф за сумою двох матчів пройшов «Монако» (3:2).
22 вересня «Шахтар» розгромив київське «Динамо» з рахунком 3:0 та вперше з 2017 року виграв Суперкубок України.
Груповий етап Ліги чемпіонів УЄФА донецька команда провалила. Суперниками українців у квартеті були мадридський «Реал», «Інтернаціонале» та «Шериф», який очолював українець Юрій Вернидуб. У першому турі «гірники» на виїзді неочікувано поступилися з рахунком 0:2 молдовському Шерифу, який проводив дебютний матч для молдовських команд на груповому етапі Ліги чемпіонів. У наступному турі вони зіграли у нічию з «Інтернаціонале» (0:0). Надалі двічі поспіль поступилися «Реалу» (0:5 вдома та 1:2 на виїзді). Після виїзної поразки від «Інтернаціонале» (0:2), «Шахтар» втратив шанси посісти третє місце у групі. В останньому матчі групи «гірники» перемагали «Шериф» з рахунком 1:0, але пропустили гол на останніх хвилинах, зігравши у нічию. «Шахтар» завершив груповий етап на останньому місці, набравши два очка та забивши лише два голи. Вперше з сезону 2011—2012 донецька команда не вийшла у весняну частину єврокубків.
В осінній частині чемпіонату України «Шахтар» більшу частину турніру перебував на другому місці, поступаючись київському «Динамо», але в останніх двох турах зумів стати першим, завершивши календарний рік у статусі «зимового чемпіона». Загалом у вісімнадцяти перших турах «гірники» здобули п'ятнадцять перемог, двічі зіграли у нічию (у виїзних матчах проти «Миная» та «Динамо») та один раз поступилися (у домашньому матчі проти «Олександрії»).
Взимку донецький клуб покинув Дентіньйо, який виступав за «Шахтар» десять років, та Марлос, який за сім років став одним із найкращих футболістів бразильського походження в історії клубу.

### Керівництво Даріо Срни: жовтень 2023
16 жовтня 2023 року тренером клубу було призначено Даріо Срну з Хорватії.

### Тренерство Маріно Пушича
24 жовтня 2023 року головним тренером став боснійський екс-футболіст Маріно Пушич.

### Тренерство Арди Турана
27 травня 2025 року головним тренером призначено турецького тренера Арду Турана.
10 липня 2025 року в матчі першого кваліфікаційного раунду Ліги Європи у грі проти «Ільвеса» «Шахтар» встановив свій рекорд у єврокубках: всі шість голів «Шахтаря» забили гравці бразильського походження. Матч завершився з рахунком 6:0 на користь «гірників».

## Європейські клубні турніри

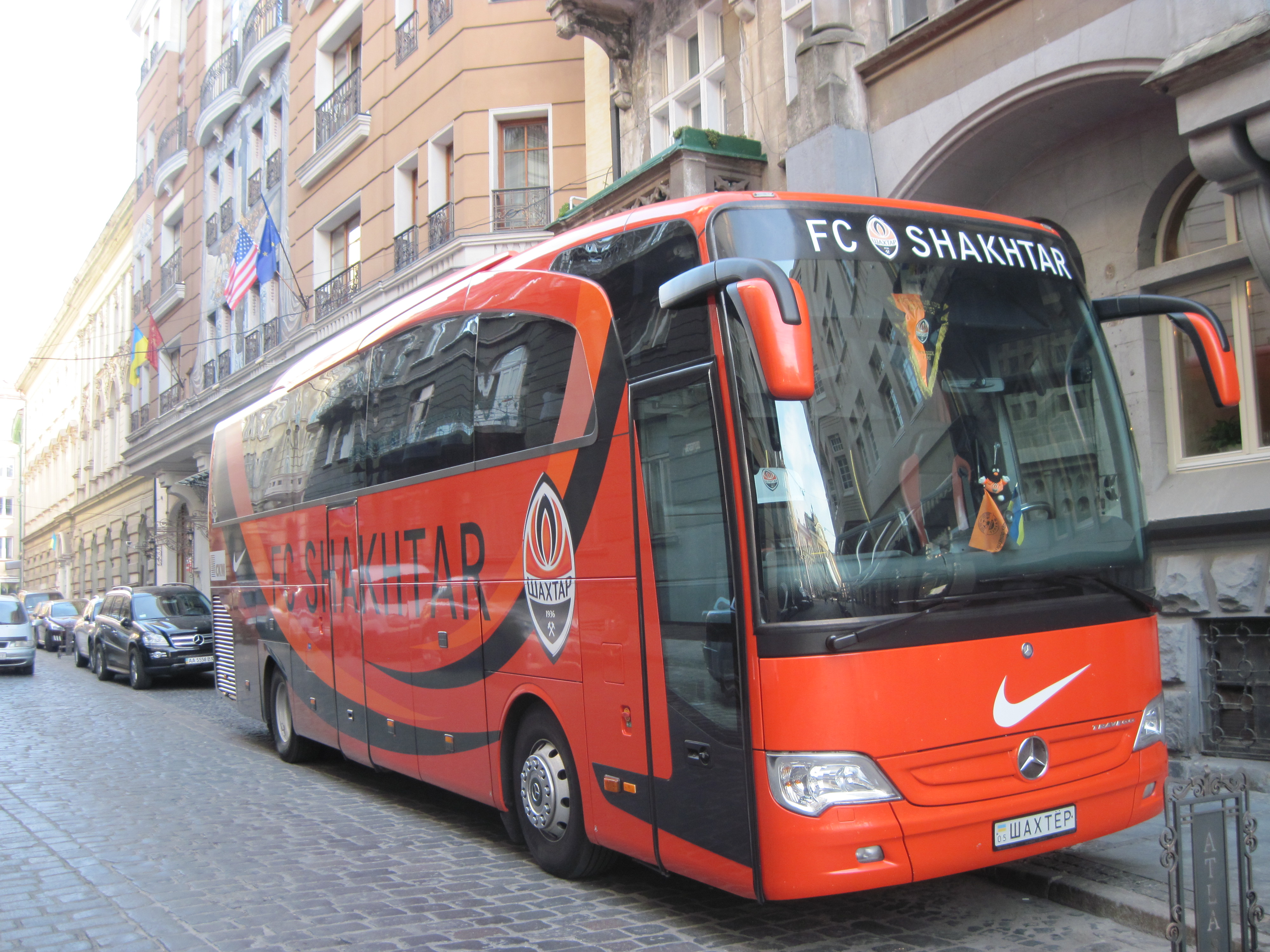
Автобус Шахтаря у Львові перед матчем з БАТЕ

«Шахтар» дебютував у єврокубкових турнірах у сезоні 1976/1977 (Кубок УЄФА). Всього у єврокубках гірники провели 290 ігор (+125 =60 −105 435—423), виступивши у всіх турнірах: Лізі чемпіонів УЄФА, Кубку УЄФА/Лізі Європи УЄФА, Суперкубку УЄФА, Кубку володарів кубків УЄФА та Кубку Інтертото УЄФА. За кількістю проведених поєдинків «Шахтар» випереджає усі українські клуби, окрім «Динамо» (Київ).
Донеччани представляли СРСР у кін. 1970-х — поч. 1980-х рр. і провели за цей період 18 ігор (+10 =3 −5). Єдиним футболістом, котрий зіграв в усіх тих матчах, був Михайло Соколовський, а найкращими бомбардирами стали Віктор Грачов, Сергій Морозов та Михайло Соколовський, які забили по 5 м'ячів.
Після 10-річної перерви «гірники» дебютували на євроарені як представник України — у сезоні 1994/1995. Після 2000 року донеччани регулярно виступають у кваліфікаційних і основних раундах Ліги чемпіонів.
Найбільше ігор: Дарійо Срна (137)
Найкращий бомбардир: Луїс Адріану (32)
Статистичні дані на 30 червня 2025 року

## Статистика виступів за сезонами

### СРСР
| Сезон        | Дивіз. | Місце | І  | В  | Н  | П  | ГЗ | ГП | О  | Кубок СРСР    | Європа                 | Європа      | Примітки   |
| ------------ | ------ | ----- | -- | -- | -- | -- | -- | -- | -- | ------------- | ---------------------- | ----------- | ---------- |
| 1936 (весна) | 3      | 7     | 7  | 2  | 1  | 4  | 14 | 24 | 12 | 1/32 фіналу   |                        |             |            |
| 1936 (осінь) | 3      | 6     | 7  | 3  | 0  | 4  | 11 | 14 | 13 | -             |                        |             |            |
| 1937         | 3      | 3     | 9  | 4  | 4  | 1  | 20 | 13 | 21 | 1/64 фіналу   |                        |             | Підвищення |
| 1938         | 1      | 11    | 25 | 11 | 7  | 7  | 56 | 51 | 29 | 1/4 фіналу    |                        |             |            |
| 1939         | 1      | 12    | 26 | 5  | 10 | 11 | 40 | 55 | 20 | 1/4 фіналу    |                        |             |            |
| 1940         | 1      | 12    | 24 | 6  | 4  | 14 | 32 | 43 | 16 | [ 51 ]        |                        |             |            |
| 1941         | 1      | 5     | 11 | 6  | 0  | 5  | 13 | 13 | 12 | [ 51 ]        |                        |             |            |
| 1945         | 2      | 5     | 17 | 9  | 5  | 3  | 36 | 25 | 23 | 1/8 фіналу    |                        |             |            |
| 1946         | 2      | 5     | 24 | 10 | 7  | 7  | 45 | 23 | 27 | [ 51 ]        |                        |             |            |
| 1947         | 2      | 2     | 24 | 15 | 4  | 5  | 48 | 19 | 34 | 1/32 фіналу   |                        |             |            |
| 1948         | 2      | 3     | 14 | 8  | 3  | 3  | 33 | 15 | 19 | [ 52 ]        |                        |             | Підвищення |
| 1949         | 1      | 18    | 34 | 5  | 8  | 21 | 21 | 73 | 18 | 1/16 фіналу   |                        |             |            |
| 1950         | 1      | 11    | 36 | 13 | 7  | 16 | 49 | 63 | 11 | 1/8 фіналу    |                        |             |            |
| 1951         | 1      | 3     | 28 | 12 | 10 | 6  | 44 | 30 | 34 | Півфінал      |                        |             |            |
| 1952         | 1      | 13    | 13 | 1  | 6  | 6  | 14 | 26 | 8  | 1/32 фіналу   |                        |             | Виліт      |
| 1953         | 2      | 1     | 14 | 9  | 4  | 1  | 33 | 9  | 22 |               |                        |             | [ 54 ]     |
| 1953         | 2      | 3     | 5  | 3  | 0  | 2  | 6  | 5  | 6  | Півфінал      |                        |             |            |
| 1954         | 2      | 1     | 22 | 17 | 4  | 1  | 56 | 16 | 38 |               |                        |             | [ 54 ]     |
| 1954         | 2      | 1     | 5  | 4  | 1  | 0  | 10 | 1  | 9  | 1/4 фіналу    |                        |             | Підвищення |
| 1955         | 1      | 7     | 22 | 4  | 10 | 8  | 23 | 34 | 18 | 1/8 фіналу    |                        |             |            |
| 1956         | 1      | 7     | 22 | 7  | 7  | 8  | 30 | 39 | 21 | [ 55 ]        |                        |             |            |
| 1957         | 1      | 8     | 22 | 7  | 5  | 10 | 19 | 35 | 19 | 1/4 фіналу    |                        |             |            |
| 1958         | 1      | 8     | 22 | 9  | 3  | 10 | 22 | 32 | 21 | 1/8 фіналу    |                        |             |            |
| 1959         | 1      | 12    | 22 | 4  | 5  | 13 | 24 | 43 | 13 | [ 56 ]        |                        |             |            |
| 1960         | 1      | 8     | 20 | 5  | 6  | 9  | 24 | 36 | 16 |               |                        |             | [ 58 ]     |
| 1960         | 1      | 17    | 20 | 4  | 2  | 4  | 10 | 12 | 10 | Півфінал      |                        |             | [ 59 ]     |
| 1961         | 1      | 6     | 20 | 7  | 5  | 8  | 22 | 23 | 19 |               |                        |             | [ 61 ]     |
| 1961         | 1      | 12    | 12 | 5  | 5  | 2  | 23 | 14 | 15 | Володар       |                        |             |            |
| 1962         | 1      | 3     | 20 | 10 | 5  | 5  | 34 | 22 | 25 |               |                        |             | [ 62 ]     |
| 1962         | 1      | 8     | 12 | 5  | 2  | 5  | 13 | 13 | 12 | Володар       |                        |             |            |
| 1963         | 1      | 11    | 38 | 11 | 14 | 13 | 29 | 33 | 36 | Фіналіст      |                        |             |            |
| 1964         | 1      | 5     | 32 | 13 | 11 | 8  | 35 | 26 | 37 | 1/8 фіналу    |                        |             |            |
| 1965         | 1      | 12    | 32 | 7  | 14 | 11 | 29 | 34 | 28 | 1/4 фіналу    |                        |             |            |
| 1966         | 1      | 10    | 36 | 15 | 7  | 14 | 32 | 35 | 37 | 1/8 фіналу    |                        |             |            |
| 1967         | 1      | 6     | 36 | 13 | 16 | 7  | 43 | 38 | 42 | 1/8 фіналу    |                        |             |            |
| 1968         | 1      | 14    | 38 | 9  | 14 | 15 | 38 | 42 | 32 | Півфінал      |                        |             |            |
| 1969         | 1      | 3     | 18 | 5  | 8  | 5  | 20 | 17 | 18 | 1/16 фіналу   |                        |             | [ 64 ]     |
| 1969         | 1      | 10    | 26 | 6  | 8  | 12 | 20 | 28 | 20 |               |                        |             |            |
| 1970         | 1      | 10    | 32 | 11 | 8  | 13 | 35 | 50 | 30 | 1/16 фіналу   |                        |             |            |
| 1971         | 1      | 16    | 30 | 10 | 4  | 16 | 31 | 37 | 24 | 1/4 фіналу    |                        |             | Виліт      |
| 1972         | 2      | 2     | 38 | 19 | 13 | 6  | 57 | 21 | 51 | 1/16 фіналу   |                        |             | Підвищення |
| 1973         | 1      | 6     | 30 | 14 | 3  | 13 | 32 | 26 | 31 | 1/8 фіналу    |                        |             |            |
| 1974         | 1      | 12    | 30 | 8  | 12 | 10 | 31 | 35 | 28 | Півфінал      |                        |             |            |
| 1975         | 1      | 2     | 30 | 15 | 8  | 7  | 45 | 23 | 38 | 1/16 фіналу   |                        |             |            |
| 1976         | 1      | 5     | 15 | 7  | 4  | 4  | 15 | 16 | 18 | Півфінал      |                        |             |            |
| 1976         | 1      | 10    | 15 | 5  | 4  | 6  | 12 | 10 | 14 |               |                        |             |            |
| 1977         | 1      | 5     | 30 | 9  | 16 | 5  | 31 | 24 | 34 | 1/4 фіналу    | Кубок УЄФА             | 1/8 фіналу  |            |
| 1978         | 1      | 3     | 30 | 16 | 5  | 9  | 42 | 31 | 37 | Фіналіст      |                        |             |            |
| 1979         | 1      | 2     | 34 | 20 | 8  | 6  | 57 | 33 | 48 | Груповий етап | Кубок володарів кубків | 1/16 фіналу |            |
| 1980         | 1      | 6     | 34 | 13 | 9  | 12 | 45 | 40 | 35 | Володар       | Кубок УЄФА             | 1/32 фіналу |            |
| 1981         | 1      | 7     | 34 | 12 | 10 | 12 | 51 | 39 | 34 | Груповий етап | Кубок УЄФА             | 1/32 фіналу |            |
| 1982         | 1      | 14    | 34 | 10 | 9  | 15 | 42 | 57 | 29 | Груповий етап |                        |             |            |
| 1983         | 1      | 9     | 34 | 16 | 3  | 15 | 48 | 40 | 35 | Володар       |                        |             |            |
| 1984         | 1      | 13    | 34 | 10 | 9  | 15 | 47 | 46 | 29 | 1/8 фіналу    | Кубок володарів кубків | 1/4 фіналу  |            |
| 1985         | 1      | 12    | 34 | 10 | 12 | 12 | 46 | 45 | 30 | Фіналіст      |                        |             |            |
| 1986         | 1      | 6     | 30 | 11 | 9  | 10 | 40 | 38 | 31 | Фіналіст      |                        |             |            |
| 1987         | 1      | 7     | 30 | 10 | 10 | 10 | 29 | 31 | 30 | 1/16 фіналу   |                        |             |            |
| 1988         | 1      | 8     | 30 | 9  | 10 | 11 | 30 | 28 | 28 | 1/8 фіналу    |                        |             |            |
| 1989         | 1      | 14    | 30 | 9  | 5  | 16 | 24 | 36 | 23 | 1/4 фіналу    |                        |             |            |
| 1990         | 1      | 8     | 24 | 6  | 10 | 8  | 23 | 31 | 22 | 1/8 фіналу    |                        |             |            |
| 1991         | 1      | 12    | 30 | 6  | 14 | 10 | 33 | 41 | 26 | 1/8 фіналу    |                        |             |            |

### Україна
| Сезон   | Дивіз.       | Місце | І  | В  | Н  | П  | ГЗ | ГП | О  | Кубок України | Європа                 | Європа        | Примітки               |
| ------- | ------------ | ----- | -- | -- | -- | -- | -- | -- | -- | ------------- | ---------------------- | ------------- | ---------------------- |
| 1992    | Вища ліга    | 4     | 18 | 10 | 6  | 2  | 31 | 10 | 26 | Півфінал      |                        |               |                        |
| 1992-93 | Вища ліга    | 4     | 30 | 11 | 12 | 7  | 44 | 32 | 34 | 1/16 фіналу   |                        |               |                        |
| 1993-94 | Вища ліга    | 2     | 34 | 20 | 9  | 5  | 64 | 32 | 49 | 1/8 фіналу    |                        |               |                        |
| 1994-95 | Вища ліга    | 4     | 34 | 18 | 8  | 8  | 52 | 29 | 62 | Володар       | Кубок УЄФА             | Кв. раунд     |                        |
| 1995-96 | Вища ліга    | 10    | 34 | 13 | 6  | 15 | 44 | 43 | 45 | Півфінал      | Кубок володарів кубків | 1-й раунд     |                        |
| 1996-97 | Вища ліга    | 2     | 30 | 19 | 5  | 6  | 72 | 28 | 62 | Володар       |                        |               |                        |
| 1997-98 | Вища ліга    | 2     | 30 | 20 | 7  | 3  | 61 | 25 | 67 | 1/8 фіналу    | Кубок володарів кубків | 2-й раунд     |                        |
| 1998-99 | Вища ліга    | 2     | 30 | 20 | 5  | 5  | 70 | 25 | 65 | Півфінал      | Кубок УЄФА             | 2-й кв. раунд |                        |
| 1999-00 | Вища ліга    | 2     | 30 | 21 | 3  | 6  | 60 | 16 | 66 | 1/4 фіналу    | Кубок УЄФА             | 1-й раунд     |                        |
| 2000-01 | Вища ліга    | 2     | 26 | 19 | 6  | 1  | 71 | 21 | 63 | Володар       | Кубок УЄФА             | 3-й раунд     | ЛЧ — 1-й груповий етап |
| 2001-02 | Вища ліга    | 1     | 26 | 20 | 6  | 0  | 49 | 10 | 66 | Володар       | Кубок УЄФА             | 1-й раунд     | ЛЧ — 3-й кв. раунд     |
| 2002-03 | Вища ліга    | 2     | 30 | 22 | 4  | 4  | 61 | 24 | 70 | Фіналіст      | Кубок УЄФА             | 1-й раунд     | ЛЧ — 3-й кв. раунд     |
| 2003-04 | Вища ліга    | 2     | 30 | 22 | 4  | 4  | 62 | 19 | 70 | Володар       | Кубок УЄФА             | 1-й раунд     | ЛЧ — 3-й кв. раунд     |
| 2004-05 | Вища ліга    | 1     | 30 | 26 | 2  | 2  | 63 | 19 | 80 | Фіналіст      | Кубок УЄФА             | 1/8 фіналу    | ЛЧ — груповий етап     |
| 2005-06 | Вища ліга    | 1     | 30 | 23 | 6  | 1  | 64 | 14 | 75 | 1/8 фіналу    | Кубок УЄФА             | 1/16 фіналу   | ЛЧ — 3-й кв. раунд     |
| 2006-07 | Вища ліга    | 2     | 30 | 19 | 6  | 5  | 57 | 20 | 63 | Фіналіст      | Кубок УЄФА             | 1/8 фіналу    | ЛЧ — груповий етап     |
| 2007-08 | Вища ліга    | 1     | 30 | 24 | 2  | 4  | 75 | 24 | 74 | Володар       | ЛЧ                     | Груповий етап |                        |
| 2008-09 | Прем'єр-ліга | 2     | 30 | 19 | 7  | 4  | 47 | 16 | 64 | Фіналіст      | Кубок УЄФА             | Володар       | ЛЧ — груповий етап     |
| 2009-10 | Прем'єр-ліга | 1     | 30 | 24 | 5  | 1  | 62 | 18 | 77 | Півфінал      | ЛЄ                     | 1/16 фіналу   | ЛЧ — 3-й кв. раунд     |
| 2010-11 | Прем'єр-ліга | 1     | 30 | 23 | 3  | 4  | 53 | 16 | 72 | Володар       | ЛЧ                     | 1/4 фіналу    |                        |
| 2011-12 | Прем'єр-ліга | 1     | 30 | 25 | 4  | 1  | 80 | 18 | 79 | Володар       | ЛЧ                     | Груповий етап |                        |
| 2012-13 | Прем'єр-ліга | 1     | 30 | 25 | 4  | 1  | 82 | 18 | 79 | Володар       | ЛЧ                     | 1/8 фіналу    |                        |
| 2013-14 | Прем'єр-ліга | 1     | 28 | 21 | 2  | 5  | 62 | 23 | 65 | Фіналіст      | ЛЄ                     | 1/16 фіналу   | ЛЧ — Груповий етап     |
| 2014-15 | Прем'єр-ліга | 2     | 26 | 17 | 5  | 4  | 71 | 21 | 56 | Фіналіст      | ЛЧ                     | 1/8 фіналу    |                        |
| 2015-16 | Прем'єр-ліга | 2     | 26 | 20 | 3  | 3  | 76 | 25 | 63 | Володар       | ЛЄ                     | 1/2 фіналу    | ЛЧ — Груповий етап     |
| 2016-17 | Прем'єр-ліга | 1     | 32 | 25 | 5  | 2  | 66 | 24 | 80 | Володар       | ЛЄ                     | 1/16 фіналу   |                        |
| 2017-18 | Прем'єр-ліга | 1     | 32 | 24 | 3  | 5  | 71 | 24 | 75 | Володар       | ЛЧ                     | 1/8 фіналу    |                        |
| 2018-19 | Прем'єр-ліга | 1     | 32 | 26 | 5  | 1  | 73 | 11 | 83 | Володар       | ЛЄ                     | 1/16 фіналу   | ЛЧ — Груповий етап     |
| 2019-20 | Прем'єр-ліга | 1     | 32 | 26 | 4  | 2  | 80 | 26 | 82 | 1/8 фіналу    | ЛЄ                     | 1/2 фіналу    | ЛЧ — Груповий етап     |
| 2020-21 | Прем'єр-ліга | 2     | 26 | 16 | 6  | 4  | 54 | 19 | 54 | 1/4 фіналу    | ЛЄ                     | 1/8 фіналу    | ЛЧ — Груповий етап     |
| 2021-22 | Прем'єр-ліга | 1     | 18 | 15 | 2  | 1  | 49 | 10 | 47 | 1/4 фіналу    | ЛЧ                     | Груповий етап |                        |
| 2022-23 | Прем'єр-ліга | 1     | 30 | 22 | 6  | 2  | 69 | 21 | 72 | не проводився | ЛЄ                     | 1/8 фіналу    | ЛЧ — Груповий етап     |
| 2023-24 | Прем'єр-ліга | 1     | 30 | 22 | 5  | 3  | 63 | 24 | 71 | Володар       | ЛЄ                     | Стикові матчі | ЛЧ — Груповий етап     |
| 2024-25 | Прем'єр-ліга | 3     | 30 | 18 | 8  | 4  | 69 | 26 | 62 | Володар       | ЛЧ                     | Етап ліги     |                        |

## Досягнення

### Україна
- Чемпіонат України
  -  Переможець (15): 2001-02, 2004-05, 2005-06, 2007-08, 2009-10, 2010-11, 2011-12, 2012-13, 2013-14, 2016-17, 2017-18, 2018-19, 2019-20, 2022-23, 2023-24
  -  Срібний призер (13): 1993-94, 1996-97, 1997-98, 1998-99, 1999-00, 2000-01, 2002-03, 2003-04, 2006-07, 2008-09, 2014-15, 2015-16, 2020-21
  -  Бронзовий призер: 2024-25
- Кубок України
  -  Переможець (15, рекорд): 1994-95, 1996-97, 2000-01, 2001-02, 2003-04, 2007-08, 2010-11, 2011-12, 2012-13, 2015-16, 2016-17, 2017-18, 2018-19, 2023-24, 2024-25
  -  Фіналіст (6): 2002-03, 2004-05, 2006-07, 2008-09, 2013-14, 2014-15
- Суперкубок України
  -  Переможець (9, рекорд): 2005, 2008, 2010, 2012, 2013, 2014, 2015, 2017, 2021
  -  Фіналіст (8): 2004, 2006, 2007, 2011, 2016, 2018, 2019, 2020

### Європа
- Кубок УЄФА/Ліга Європи УЄФА
  -  Переможець: 2008-09
  - Півфіналіст (2): 2015-16, 2019-20
- Суперкубок УЄФА
  -  Фіналіст: 2009
- Ліга чемпіонів УЄФА
  - Чвертьфіналіст: 2010-11
- Кубок володарів кубків УЄФА
  - Чвертьфіналіст: 1983-84

### СРСР
- Чемпіонат СРСР
  -  Друге місце (2): 1975, 1979
  -  Третє місце (2): 1951, 1978
- Кубок СРСР
  -  Володар (4): 1961, 1962, 1980, 1983
  -  Фіналіст (4): 1963, 1978, 1985, 1986
- Кубок УРСР
  -  Фіналіст: 1972
- Суперкубок СРСР
  -  Володар: 1984
  -  Фіналіст: 1981, 1986
- Перша ліга СРСР
  -  Переможець: 1954
  -  Друге місце: 1972

### Неофіційні
- Copa del Sol
  -  Переможець (2): 2010, 2013
  -  Фіналіст: 2011
- Valais Cup
  -  Друге мiсце (2): 2014, 2015
- La Manga Cup
  -  Переможець: 2008
- Uhrencup
  -  Переможець: 2009
- Salzburgerland Cup
  -  Переможець: 2011
- Об'єднаний турнір
  -  Переможець: 2014
- Кубок Першого каналу
  -  Переможець: 2006
  -  Фіналіст: 2008

## Рейтинг клубів УЄФА
Станом на 31 травня 2025 року
| Місце | Команда      | Очки   |
| ----- | ------------ | ------ |
| 38    | «Динамо»     | 56.000 |
| 39    | «АЗ»         | 54.500 |
| 40    | «Реал Бетіс» | 52.250 |
| 41    | «Шахтар»     | 52.000 |
| 42    | «Славія»     | 51.000 |
| 43    | «Буде-Глімт» | 49.000 |
| 44    | «Ред Булл»   | 48.000 |

## Тренерський штаб
| Посада                     | Ім'я             |
| -------------------------- | ---------------- |
| Головний тренер            | Арда Туран       |
| Асистент головного тренера | Керем Яваш       |
| Асистент головного тренера | Сінан Сарікурт   |
| Асистент головного тренера | Карло Ніколіні   |
| Особистий консультант      | Окан Джан Янтир  |
| Тренер воротарів           | Емрах Каракован  |
| Тренер воротарів           | Андрій Пятов     |
| Тренер із фізпідготовки    | Утку Алемдароглу |
| Аналітик                   | Мерт Сомай       |

## Поточний склад

### Основний склад
Станом на 18 серпня 2025  року відповідно до офіційної заявки на сайті ПЛ
| №  | Поз. | Нац.     | Гравець                    |
| -- | ---- | -------- | -------------------------- |
| 23 | ВР   | Україна  | Кіріл Фесюн                |
| 31 | ВР   | Україна  | Дмитро Різник              |
| 48 | ВР   | Україна  | Денис Твардовський         |
| 3  | ЗХ   | Болівія  | Дієго Арройо               |
| 4  | ЗХ   | Бразилія | Марлон Сантос              |
| 5  | ЗХ   | Україна  | Валерій Бондар             |
| 13 | ЗХ   | Бразилія | Педро Енріке               |
| 16 | ЗХ   | Грузія   | Іраклі Азаров              |
| 17 | ЗХ   | Бразилія | Вінісіус Тобіас            |
| 18 | ЗХ   | Туніс    | Алаа Грам                  |
| 22 | ЗХ   | Україна  | Микола Матвієнко (капітан) |
| 26 | ЗХ   | Україна  | Юхим Конопля               |
| 74 | ЗХ   | Україна  | Мар'ян Фарина              |
| 6  | ПЗ   | Бразилія | Марлон Гомес               |
| 8  | ПЗ   | Україна  | Дмитро Криськів            |

| №  | Поз. | Нац.         | Гравець          |
| -- | ---- | ------------ | ---------------- |
| 9  | ПЗ   | Україна      | Мар'ян Швед      |
| 10 | ПЗ   | Україна      | Георгій Судаков  |
| 11 | ПЗ   | Бразилія     | Кевін            |
| 20 | ПЗ   | Україна      | Антон Глущенко   |
| 21 | ПЗ   | Україна      | Артем Бондаренко |
| 27 | ПЗ   | Україна      | Олег Очеретько   |
| 29 | ПЗ   | Україна      | Єгор Назарина    |
| 30 | ПЗ   | Бразилія     | Аліссон          |
| 37 | ПЗ   | Бразилія     | Лукас Феррейра   |
| 38 | ПЗ   | Бразилія     | Педріньйо        |
| 39 | ПЗ   | Бразилія     | Невертон         |
| 2  | НП   | Буркіна-Фасо | Лассіна Траоре   |
| 7  | НП   | Бразилія     | Егіналду         |
| 19 | НП   | Бразилія     | Кауан Еліас      |

### Гравці в оренді
Відповідно до даних з transfermarkt.de
| Гравець              | Позиція     | Країна   | Команда            |
| -------------------- | ----------- | -------- | ------------------ |
| Антон Дрозд          | Захисник    | Україна  | ФК «Олександрія»   |
| Микола Огарков       | Захисник    | Україна  | ФК «Олександрія»   |
| Тимур Пузанков       | Воротар     | Україна  | «Колос»            |
| Едуард Козік         | Захисник    | Україна  | «Колос»            |
| Іван Лосенко         | Півзахисник | Україна  | ФК «Кудрівка»      |
| Олег Пушкарьов       | Нападник    | Україна  | ФК «Кудрівка»      |
| Кирило Сігеєв        | Півзахисник | Україна  | «Татран»           |
| Лукас Загора         | Нападник    | Хорватія | «Дубрава»          |
| Георгій Гочолейшвілі | Захисник    | Грузія   | «Гамбург»          |
| Лука Лацабідзе       | Захисник    | Грузія   | «Динамо» (Тбілісі) |
| Майкон               | Півзахисник | Бразилія | «Корінтіанс»       |

### Юнацький склад (U-19)
Станом на 18 серпня 2025  року відповідно до офіційної заявки на сайті ПЛ
| №  | Поз. | Нац.    | Гравець             |
| -- | ---- | ------- | ------------------- |
| 34 | ВР   | Україна | Ростислав Баглай    |
|    | ВР   | Україна | Тимофій Кіча        |
|    | ВР   | Україна | Артем Недозимований |
|    | ВР   | Україна | Владислав Чимпоєш   |
|    | ЗХ   | Україна | Іван Вергун         |
|    | ЗХ   | Україна | Валентин Галонський |
|    | ЗХ   | Україна | Антон Гарабажій     |
|    | ЗХ   | Україна | Єгор Данковський    |
|    | ЗХ   | Україна | Нікіта Калюжний     |
|    | ЗХ   | Україна | Єгор Костюк         |
|    | ЗХ   | Україна | Ярослав Милокост    |
|    | ЗХ   | Україна | Спартак Нижник      |
|    | ЗХ   | Україна | Єгор Оніщук         |
|    | ЗХ   | Україна | Міхаіл Решетніков   |
|    | ЗХ   | Україна | Дмитро Стрільчук    |
|    | ЗХ   | Україна | Микита Шелекета     |
|    | ПЗ   | Україна | Олександр Балакай   |

| №  | Поз. | Нац.    | Гравець              |
| -- | ---- | ------- | -------------------- |
|    | ПЗ   | Україна | Василь Бундаш        |
|    | ПЗ   | Україна | Євгеній Гармаш       |
|    | ПЗ   | Україна | Данило Давиденко     |
|    | ПЗ   | Україна | Артем Дериконь       |
|    | ПЗ   | Україна | Денис Сметана        |
|    | ПЗ   | Україна | Богдан Трифаненко    |
|    | ПЗ   | Україна | Владислав Тютюнов    |
| 24 | ПЗ   | Україна | Віктор Цуканов       |
|    | ПЗ   | Україна | Олександр Чорненький |
|    | НП   | Україна | Ян Желіба            |
|    | НП   | Україна | Артем Зубрій         |
|    | НП   | Гамбія  | Мохамаду Канте       |
|    | НП   | Україна | Олександр Ломага     |
|    | НП   | Україна | Денис Петрук         |
|    | НП   | Україна | Олександр Середа     |
|    | НП   | Україна | Макар Твердохліб     |

## Стадіони

### «Шахтар»
У 1936 році відкрили перший стадіон донецької команди, який називався «Шахтар». Наприкінці 40-х років стадіон занепав і його реконструювали, його місткість дорівнювала 25 000 глядацьких місць. У 1954 році стадіон оснастили електричним освітленням і він став другим в СРСР стадіоном з такими функціями. У 1966 році стадіон знову потребував реконструкції, його місткість збільшилася до 42 000 місць. Стадіон став двоярусним, придбав сучасне електротабло. У період з 1978 по 1981 року була проведена ще одна реконструкція, а саме встановлено систему дренажу і підігріву. Після розпаду СРСР і утворення нового чемпіонату «Шахтар» продовжував виступати на цьому стадіоні. І в 1999 році, в зв'язку з передбачуваними виступами «Шахтаря» в Лізі чемпіонів на стадіоні була проведена корінна реконструкція. Були встановлена пластикові сидіння, скоротилася місткість до 32 000. Модернізовані підігрів та освітлення.
Докладніше: Стадіон «Шахтар»

### РСК «Олімпійський»
На РСК «Олімпійський» свої домашні матчі «Шахтар» проводив з березня 2004 року. Сам стадіон був відкритий в 1958 році і раніше називався «Локомотив». Він був побудований силами Донецької залізниці. Будівництво стадіону повністю завершили 1970 року. У 2003 році на стадіоні пройшла глобальна реконструкція. На стадіоні проводила свої матчі молодіжна збірна України, а незабаром свої матчі тут почав проводити «Шахтар». Останнім матчем «Шахтаря» на цьому стадіоні став матч кваліфікаційного раунду Ліги Європи проти «Сівасспора». Також з 21 липня по 2 серпня на стадіоні проходив юнацький чемпіонат Європи. Стадіон прийняв матчі групового етапу, півфінал і фінал.
Докладніше: Регіональний спортивний комплекс «Олімпійський»

### «Донбас Арена»
У 2006 році в парку культури і відпочинку міста Донецька розпочали будівництво нового п'ятизіркового стадіону «Донбас Арена». Ідея побудувати новий стадіон для своєї команди прийшла в голову президентові клубу після того, як він побував на матчі збірних Франції та України на «Стад де Франс». Бюджет будівництва становив 400 млн доларів США. Це унікальна споруда для донецького регіону і перший стадіон в Україні, який претендує на акредитацію стадіону еліт УЄФА.
Відвідавши стадіон у жовтні 2008 генеральний секретар УЄФА Девід Тейлор заявив: 
| Ліві лапки | Стадіон захоплює, він просто фантастичний. Добре, що ця арена прийматиме поєдинки Євро-2012. Вона дійсно чудова, про це навіть не йдеться. Все дуже добре сплановано – і технічні деталі, і все інше. Все задумано за найвищим класом. | Праві лапки |

Відкриття стадіону відбулося 29 серпня 2009 року. Сидіння стадіону трьох кольорів: чорного, помаранчевого і білого. Вони уособлюють Донбас і клубні кольори. Фасад стадіону повністю виконаний зі скла, і завдяки підсвічуванню в нічний час стадіон виблискує. Дах стадіону накриває 93 % глядацьких місць. На стадіоні проводилися матчі Євро-2012: 3 групових, чвертьфінал і півфінал. У матчі того Євро-2012, в якому зустрілися збірна Франції й збірна України, матч припинився через погодні умови, але згодом вирішили продовжити гру. «Донбас Арена» вміщує 51 504 глядачі. Через 5 років, під час бойових дій команда була змушена перейти на інший стадіон.
Докладніше: «Донбас Арена»

### «Арена Львів»

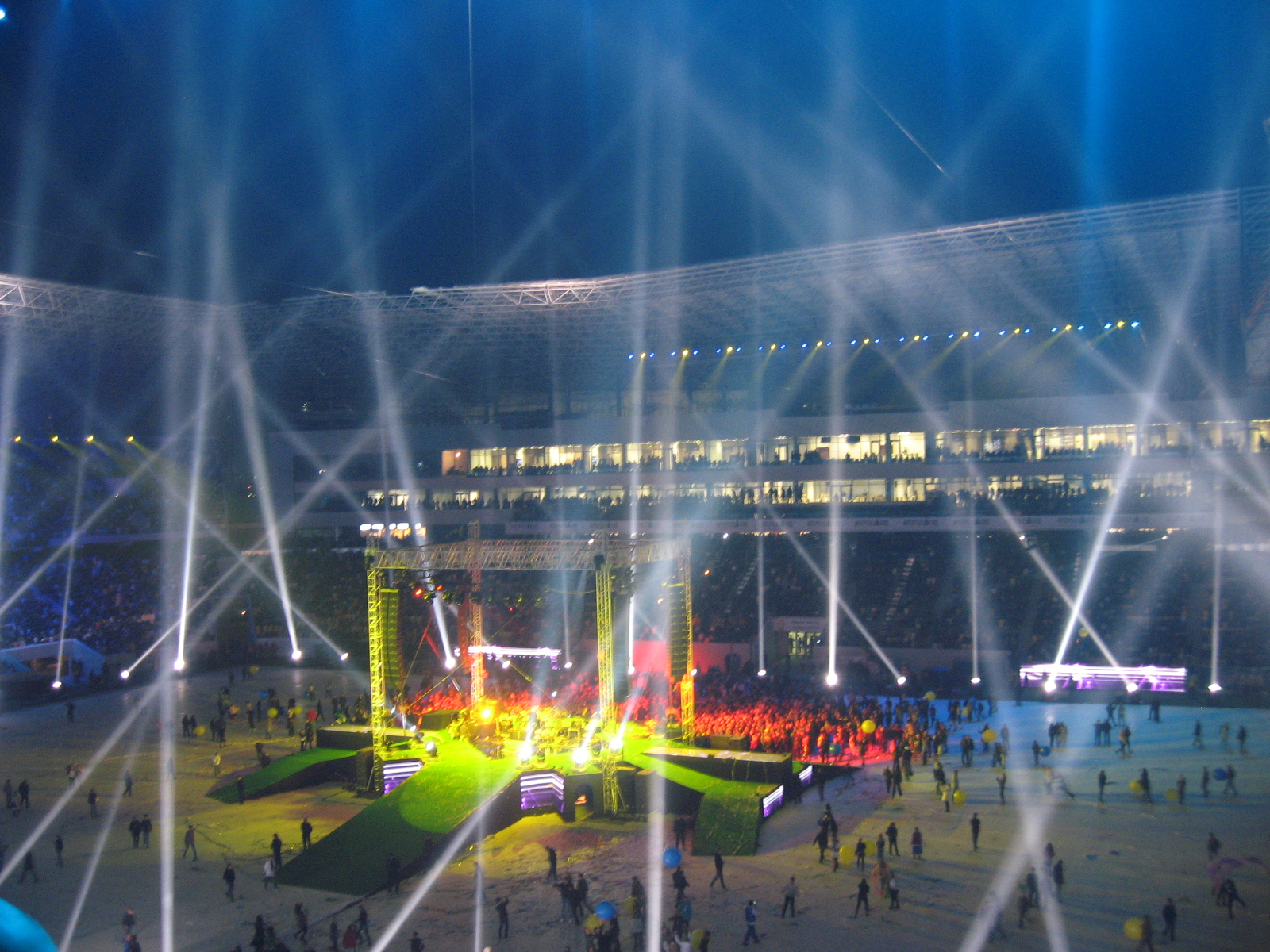
Відкриття «Арени Львів». Виступ співачки Анастейші

Навесні 2014 року через війну на сході України проведення футбольних матчів у Донецьку стало неможливим. З цього часу до кінця 2016 року місцем проведення домашніх матчів єврокубків, чемпіонату та кубку України для донецького «Шахтаря» став львівський стадіон «Арена Львів».
Докладніше: «Арена Львів»
Також у 2014—2016 роках «гірники» провели декілька матчів на стадіоні «Чорноморець» у Одесі та «Оболонь-Арена» в Києві.

### ОСК «Металіст» (Харків)
З лютого 2017 року до березня 2020 року «Шахтар» грав домашні матчі на харківському стадіоні «Металіст».
Докладніше: ОСК «Металіст»

### НСК «Олімпійський» (Київ)
З травня 2020 року домашнім стадіоном «Шахтаря» став НСК «Олімпійський» у Києві. Контракт щодо виступів «гірників» на «Олімпійському» було підписано на три роки. Клуб планував відкрити на «Олімпійському» свій офіс та фан-шоп.
Докладніше: Національний спортивний комплекс «Олімпійський»

### «Арена Львів»
Після початку повномасштабного російського вторгнення в Україну, починаючи з сезону 2022/23 основним домашнім стадіоном «Шахтаря» знову стала «Арена Львів».

## Уболівальники
«Шахтар» — 2-й за популярністю футбольний клуб в Україні; опитування Київського міжнародного інституту соціології, проведене 2011 року, показало, що «гірників» підтримують 30,4 % українських футбольних уболівальників. До війни на Донбасі чисельність фанатського руху оцінювали на 1-2 тис. осіб. Друзями традиційно є фанати «Чорноморця» та «Ворскли», а неприязно донеччани ставилися до фанатів «Дніпра», «Динамо», «Кривбаса», «Іллічівця», «Оболоні», «Металіста», «Металурга» (Донецьк), «Металурга» (Запоріжжя), «Арсенала» та «Зорі». З лютого 2014 року діє всеукраїнське фанатське перемир'я.

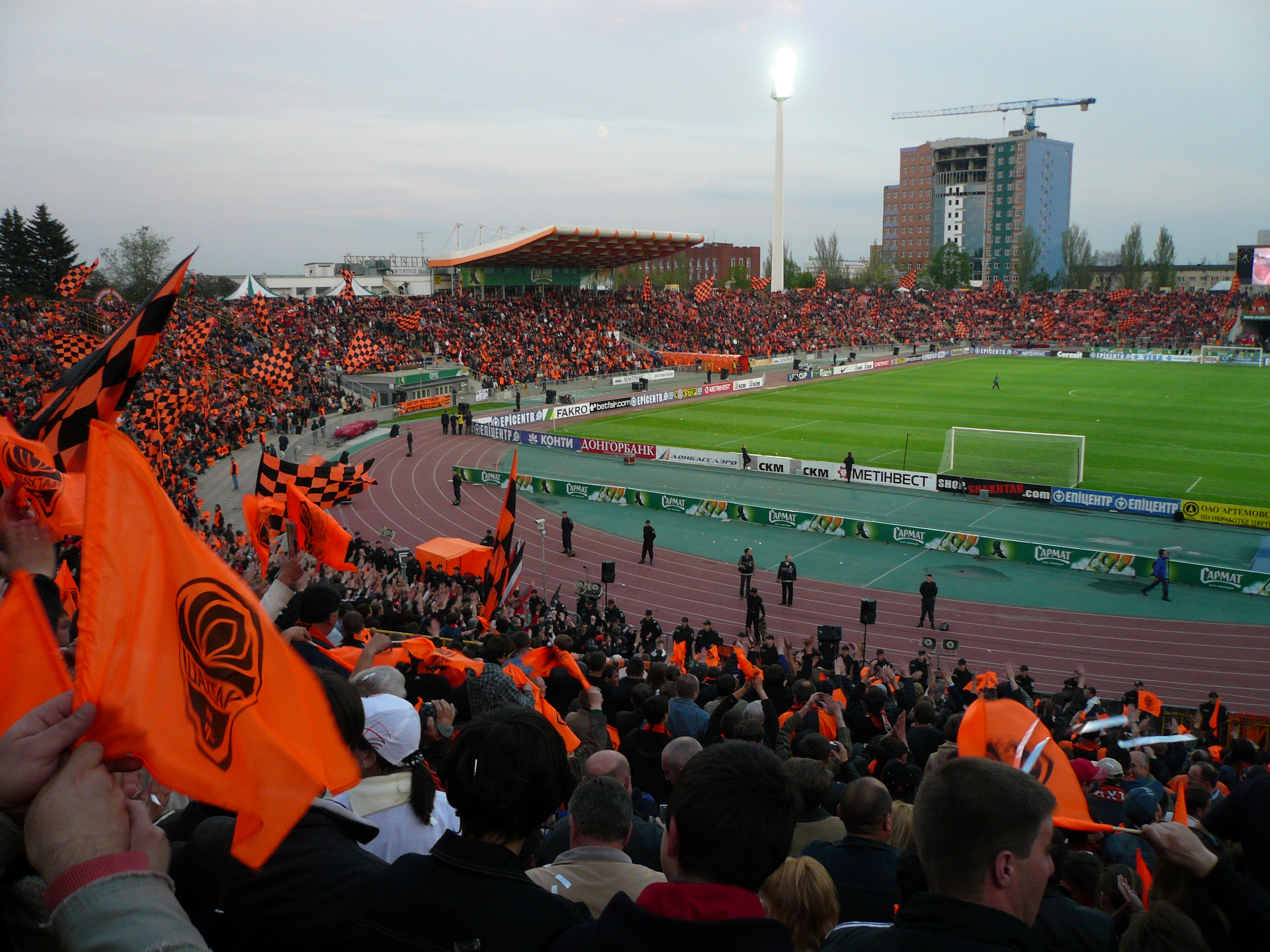
Гра на РСК «Олімпійський» (2009)
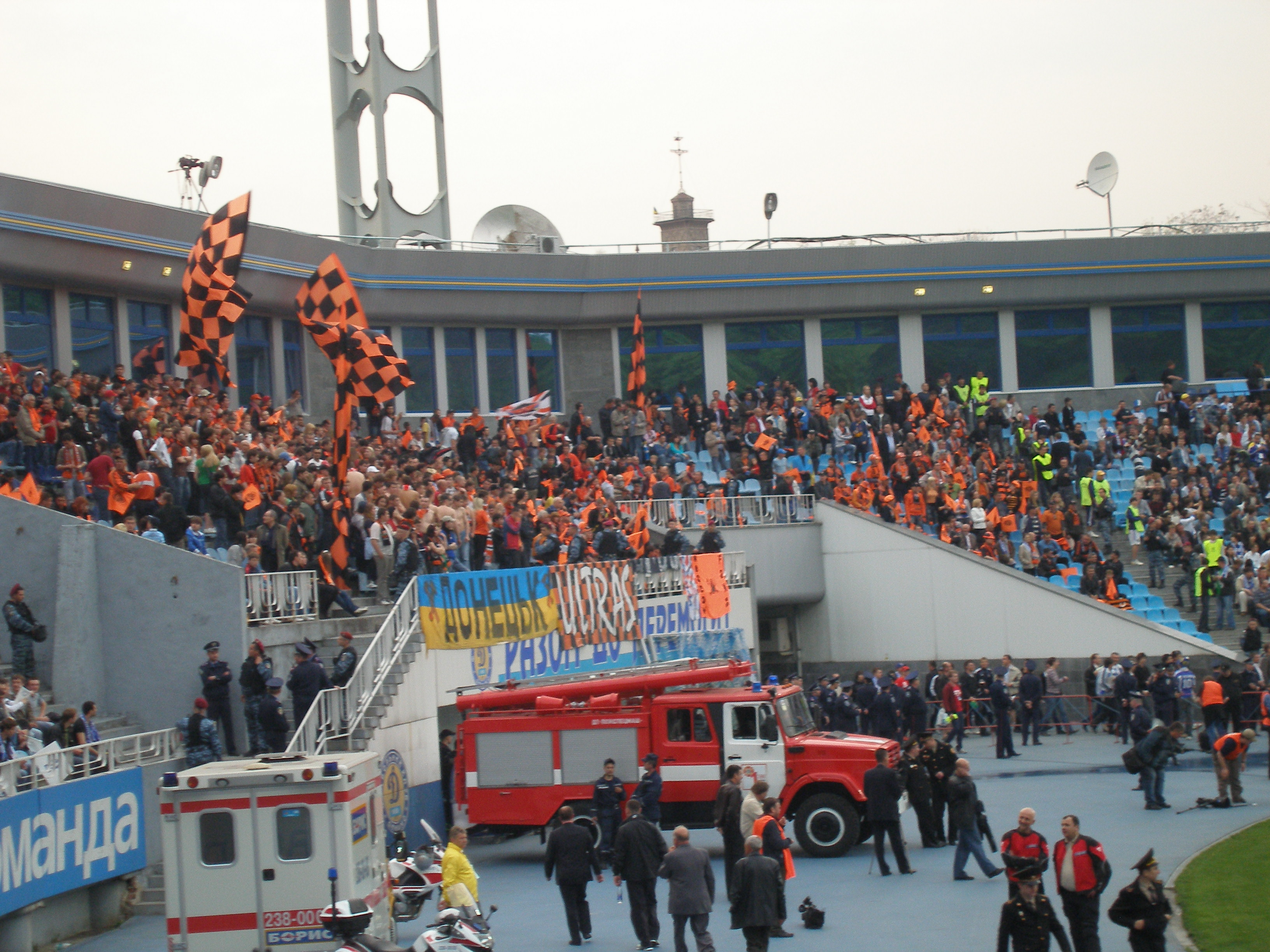
Уболівальники «Шахтаря» в Києві (2009)

### Відвідування
Починаючи із сезону 2000—2001 до 2013—2014 «Шахтар» незмінно посідав перше місце в Україні за середньою кількістю глядачів на домашніх матчах. Із 2014 року клуб проводить домашні поєдинки поза межами Донецької області. Відвідуваність домашніх матчів «Шахтаря», середня кількість глядачів на грі чемпіонату країни впродовж сезону:

#### Статистика відвідування в Україні
Станом на 11 грудня 2021 року
- У сезоні 2019/20, через пандемію COVID-19, «Шахтар» провів 11 домашніх матчів з глядачами, 5 домашніх матчів відбулися без глядачів.
- У сезоні 2020/21, через пандемію COVID-19, «Шахтар» провів 5 домашніх матчів з глядачами, 8 домашніх матчів відбулися без глядачів.

## Символіка

### Емблема

Емблема ФК Шахтар Донецьк від 2007 року

Першою емблемою клубу «Стахановець» був шестикутник блакитного кольору із червоною окантовкою, у центрі якого літеру «С» перетинає відбійний молоток. Затверджено дану емблему в травні 1936 року.
У 1946 році, коли спортивне товариство й команда були перейменовані зі «Стахановця» в «Шахтар», на емблемі клубу з'явилися напис ДСТ «Шахтер» (російською мовою), а також зображення терикона й копра.
У середині 1960-х з'явилася нова емблема, де в центрі були два перехрещені молоти, а по колу було нанесено напис «Шахтер» • «Донецк». В ці роки емблема з'явилася на футболці й з тих пір постійно перебуває на ній за винятком декількох сезонів на початку 90-х.
У 1989 році у зв'язку з реорганізацією клубу й створенням госпрозрахункової організації художник Віктор Савілов запропонував ескіз нової емблеми. Уперше на емблемі з'явилися футбольний м'яч і елемент футбольного поля.
Віктор Савілов: 
|  | Просто-напросто мені хотілося взяти за основу специфіку нашого регіону — наші шахти. І мені спало на думку площиною футбольного поля розділити м'яч навпіл, нижня половина якраз і символізувала шахтні забої. Саме це і було головною ідеєю. |

У сезоні 1989 року і навіть на початку 1990 донецький «Шахтар» грав зі своїм колишнім логотипом з молоточками на формі. Новий логотип з'явився лише до осені 1990 року. Але з якоїсь причини, логотипу Віктора Савілова не судилося з'явитися на футболках донецьких футболістів. Ця емблема використовувалася тільки в поліграфічної продукції: квитках, програмках до домашніх матчів, сувенірних значках.
1997 року емблемі надали сучасніший вигляд: круглу основу перефарбували в традиційний для гірників помаранчевий колір, м'яч помітно збільшили і зробили класично білим з чорними плямами, зірочки по краях замінили на крапки, смуги навколо «ФК» стали товщим і розділилися на два відрізки — нижні чорні та верхні білі; змінили шрифт леттерінга (напис з назвою команди) на шрифт Revue зі зміненою літерою «Т». Логотип був розроблений на трьох мовах: українській, російській та англійській.
5 грудня 2007 року «Шахтар» представив новий логотип, який розробило італійське представництво компанії «Інтербренд». Уперше назву команди написано українською мовою.
Символіка:
- 1936 — рік заснування;
- молоток і кирка — символ шахтарської праці, промовиста назва клубу;
- чорно-помаранчеві кольори — символ вугілля та вогню, що виходить з нього, палаючих сердець спортсменів;
- ш-подібний знак вогню — переспів українського тризубу та перша літера назви клубу «Ш»;
- помаранчева основа над написом «шахтар» — символ залитих сонцем нових горизонтів;
- мішенеподібний знак над основою — символ руху до цілі[90].

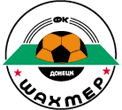
Логотип клубу «Шахтар» (1989-1997)
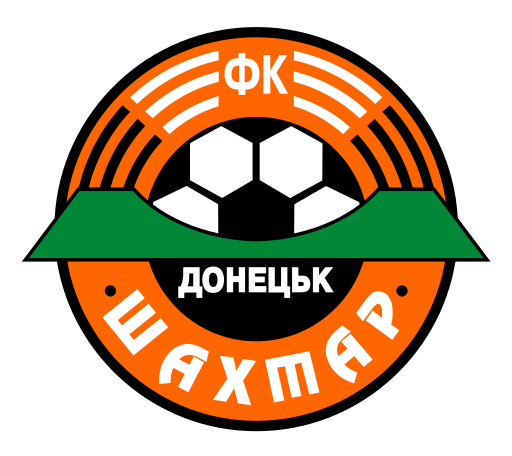
Логотип клубу «Шахтар» (1997-2007)

### Гімн
Слався, рідний «Шахтар»!
Ніколи не зрадить тебе
Небо футбольних зірок,
Де горить, як Молочний Шлях,
Світло твоїх перемог.
Приспів (двічі):
Для тебе, «Шахтар», зеленії поля,
Для тебе, «Шахтар», назавжди доля моя,
Для тебе, «Шахтар», любові моєї медаль.
Хай тобі в чужих сяє містах
І береже від поразок назавжди
Яскрава футбольна зірка!
Слова: К. Арсенева
Музика: І. Крутого

## Кольори клубу
| Помаранчевий | Чорний |

## Фарм-клуби

### «Шахтар-2»
У 1992 року було організовано «Шахтар-2». На початок сезону 2006-2007 команда знялася зі змагань в першій лізі з метою участі у молодіжному чемпіонаті.

### «Шахтар-3»
Було створено 2000 року. У 2015 році команду було розформовано.

## Рекордсмени клубу

### Гравці з найбільшою кількістю голів
Станом на 11 липня 2023 року
| #  | Ім'я                 | Період                        | Чемпіонат | Кубок | Єврокубки | Інші | Всього |
| -- | -------------------- | ----------------------------- | --------- | ----- | --------- | ---- | ------ |
| 1  | Луїс Адріану         | 2007-2015                     | 77        | 16    | 32        | 3    | 128    |
| 2  | Андрій Воробей       | 1998-2007                     | 80        | 22    | 12        | 0    | 114    |
| 3  | Віталій Старухін     | 1973-1981                     | 84        | 23    | 3         | 0    | 110    |
| 4  | Михайло Соколовський | 1974-1987                     | 87        | 11    | 5         | 2    | 105    |
| 5  | Брандау              | 2002-2008                     | 65        | 11    | 15        | 0    | 91     |
| 6  | Алекс Тейшейра       | 2010-2016                     | 67        | 10    | 12        | 0    | 89     |
| 7  | Ігор Петров          | 1982-1991 1994-1996 1998      | 70        | 12    | 2         | 0    | 84     |
| 8  | Сергій Ателькін      | 1990-1995 1996-1997 2000-2002 | 61        | 9     | 12        | 0    | 82     |
| 9  | Віктор Грачов        | 1980-1981 1982-1990 1994      | 65        | 10    | 5         | 0    | 80     |
| 10 | Олег Матвєєв         | 1992-1995 1996-2000           | 61        | 16    | 1         | 0    | 78     |

- Інші — Національний Суперкубок

### Гравці з найбільшою кількістю матчів
Станом на 25 травня 2024
Жирним виділено гравців, які досі виступають за клуб
| #  | Ім'я                 | Період                  | Чемпіонат | Кубок | Єврокубки | Інші | Всього |
| -- | -------------------- | ----------------------- | --------- | ----- | --------- | ---- | ------ |
| 1  | Дарійо Срна          | 2003 — 2018             | 339       | 48    | 137       | 12   | 536    |
| 2  | Михайло Соколовський | 1974 — 1987             | 400       | 63    | 18        | 4    | 485    |
| 3  | Андрій Пятов         | 2007 — 2023             | 301       | 39    | 131       | 11   | 482    |
| 4  | Сергій Ященко        | 1982 — 1995             | 384       | 51    | 8         | 1    | 444    |
| 5  | Тарас Степаненко     | 2010 — 2025             | 289       | 35    | 105       | 11   | 440    |
| 6  | Юрій Дегтерьов       | 1967 — 1983             | 321       | 47    | 10        | 0    | 378    |
| 7  | Ярослав Ракіцький    | 2009 — 2019 2023 — 2024 | 234       | 27    | 89        | 8    | 358    |
| 8  | Дмитро Шутков        | 1991 — 2008             | 267       | 56    | 24        | 0    | 347    |
| 9  | Валерій Рудаков      | 1974 — 1986             | 277       | 44    | 16        | 3    | 340    |
| 10 | Валерій Яремченко    | 1966 — 1978             | 297       | 32    | 8         | 0    | 337    |

- Інші — національний Суперкубок

### Наймолодші дебютанти в українській історії
| #  | Ім'я                  | Дата народження | Дата дебюту | Турнір            | Суперник (рахунок)               | Вік               |
| -- | --------------------- | --------------- | ----------- | ----------------- | -------------------------------- | ----------------- |
| 1. | Геннадій Зубов        | 12.09.1977      | 31.10.1994  | Кубок України     | «Система-Борекс» (Бородянка) 2:1 | 17 років 49 днів  |
| 2. | Олександр Воскобойник | 26.01.1976      | 08.08.1993  | Чемпіонат України | «Металург» (Запоріжжя) 3:0       | 17 років 194 дні  |
| 3. | Дмитро Молдован       | 31.03.1987      | 29.10.2004  | Чемпіонат України | «Кривбас» (Кривий Ріг) 2:1       | 17 років 212 днів |
| 4. | Дмитро Чигринський    | 07.11.1986      | 19.06.2004  | Чемпіонат України | «Металург» (Запоріжжя) 5:0       | 17 років 225 днів |
| 5. | Гіоргі Арабідзе       | 04.03.1998      | 27.10.2015  | Кубок України     | «Тернопіль» 4:0                  | 17 років 237 днів |

## Головні тренери

Олег Ошенков

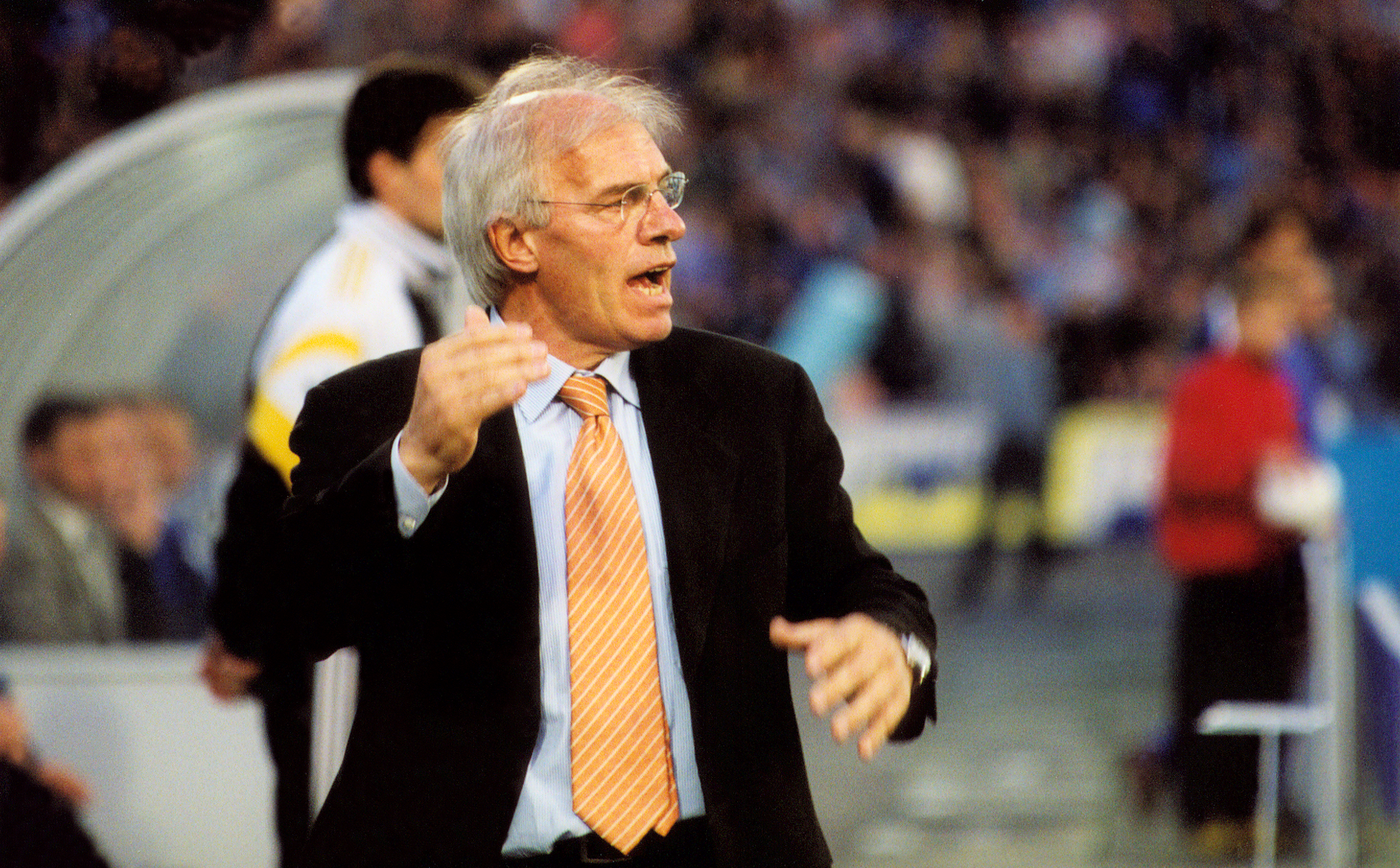
Невіо Скала

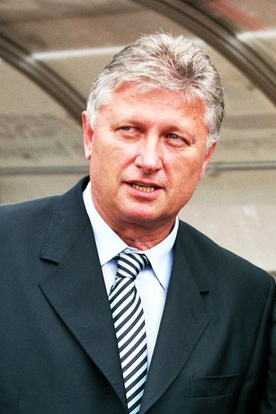
Віктор Прокопенко

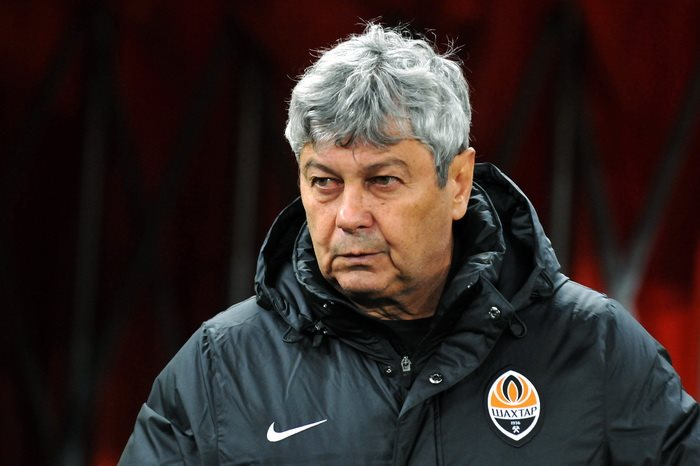
Мірча Луческу

| Період      | Ім'я                    | Трофеї                                                                    |
| ----------- | ----------------------- | ------------------------------------------------------------------------- |
| 1936—1937   | Микола Наумов           |                                                                           |
| 1938        | Василь Борисенко        |                                                                           |
| 1938        | Григорій Архангельський |                                                                           |
| 1939—1941   | Абрам Дангулов          |                                                                           |
| 1944—1945   | Микола Кузнецов         |                                                                           |
| 1946—1948   | Олексій Костилєв        |                                                                           |
| 1949        | Георгій Мазанов         |                                                                           |
| 1949—1951   | Віктор Новіков          |                                                                           |
| 1952        | Костянтин Квашнін       |                                                                           |
| 1952—1956   | Олександр Пономарьов    |                                                                           |
| 1956—1957   | Василь Єрмилов          |                                                                           |
| 1958        | Абрам Дангулов          |                                                                           |
| 1959        | Віктор Новіков          |                                                                           |
| 1959—1960   | Костянтин Щегоцький     |                                                                           |
| 1960        | Василь Соколов          |                                                                           |
| 1960—1969   | Олег Ошенков            | 2 Кубки СРСР                                                              |
| 1969—1970   | Юрій Войнов             |                                                                           |
| 1970—1971   | Артем Фальян            |                                                                           |
| 1971        | Юрій Захаров            |                                                                           |
| 1971—1972   | Микола Морозов          |                                                                           |
| 1972—1973   | Олег Базилевич          |                                                                           |
| 1974        | Юрій Захаров            |                                                                           |
| 1974—1978   | Володимир Сальков       |                                                                           |
| 1979—1985   | Віктор Носов            | 2 Кубки СРСР 1 Суперкубок СРСР                                            |
| 1986        | Олег Базилевич          |                                                                           |
| 1987—1989   | Анатолій Коньков        |                                                                           |
| 1989—1994   | / Валерій Яремченко     |                                                                           |
| 1995        | Володимир Сальков       | 1 Кубок України                                                           |
| 1995—1996   | Валерій Рудаков         |                                                                           |
| 1996—1999   | Валерій Яремченко       | 1 Кубок України                                                           |
| 1999        | Анатолій Бишовець       |                                                                           |
| 1999        | Олексій Дрозденко       |                                                                           |
| 1999—2001   | Віктор Прокопенко       | 1 Кубок України                                                           |
| 2001—2002   | Валерій Яремченко       |                                                                           |
| 2002        | Невіо Скала             | 1 Чемпіонат України 1 Кубок України                                       |
| 2003        | Валерій Яремченко       |                                                                           |
| 2003—2004   | Бернд Шустер            |                                                                           |
| 2004        | Віктор Прокопенко       |                                                                           |
| 2004—2016   | Мірча Луческу           | 8 Чемпіонатів України 6 Кубків України 7 Суперкубків України 1 Кубок УЄФА |
| 2016—2019   | Паулу Фонсека           | 3 Чемпіонати України 3 Кубка України 1 Суперкубок України                 |
| 2019—2021   | Луїш Каштру             | 1 Чемпіонат України                                                       |
| 2021—2022   | Роберто Де Дзербі       | 1 Суперкубок України                                                      |
| 2022—2023   | Ігор Йовичевич          | 1 Чемпіонат України                                                       |
| 2023        | Патрік ван Леувен       |                                                                           |
| 2023—2025   | Маріно Пушич            | 1 Чемпіонат України 2 Кубка України                                       |
| 2025— т. ч. | Арда Туран              |                                                                           |

## Відомі гравці та їх досягнення

Віталій Старухін

### Футболіст року в СРСР
- Віталій Старухін (1979)

### Футболісти року в Україні
- Віктор Фомін (1950)
- Олександр Пономарьов (1951)
- Віталій Старухін (1979)
- Анатолій Тимощук (2002, 2006)
- Михайло Мудрик (2022)

### Футболісти року в чемпіонаті України
- Андрій Воробей (2000)
- Анатолій Тимощук (2002)
- Андрій Пятов (2010)
- Генріх Мхітарян (2012)
- Алекс Тейшейра (2015)
- Марлос (2016, 2017, 2018)
- Тайсон (2019)
- Георгій Судаков (2023)

### Футболіст року в Болівії
- Марсело Морено (2008)

### Футболіст року в Польщі
- Маріуш Левандовський (2009)

### Футболіст року у Вірменії
- Генріх Мхітарян (2011, 2012, 2013)

### Найкращі бомбардириЧемпіонату України
- Олег Матвєєв (1996–1997)
- Андрій Воробей (2000–2001)
- Брандау (2005–2006)
- Євген Селезньов (2011–2012)
- Генріх Мхітарян (2012–2013)
- Луїс Адріану (2013–2014)
- Алекс Тейшейра (2014–2015, 2015–2016)
- Факундо Феррейра (2017–2018)
- Жуніор Мораес (2018–2019, 2019–2020)

### Найкращі бомбардириКубка України
- Андрій Воробей (2000–2001, 2002–2003)
- Луїс Адріану (2012–2013)
- Едуардо (2013–2014)
- Олександр Гладкий (2014–2015)

### Футболісти, які забивали більше 1 голу вСуперкубку України
- Олександр Гладкий (4 м'ячі)
- Луїс Адріану (3 м'ячі)
- Фред (3 м'ячі)
- Факундо Феррейра (2 м'ячі)

### Інші відомі футболісти

#### За часів СРСР
- Василь Глазков (1936)

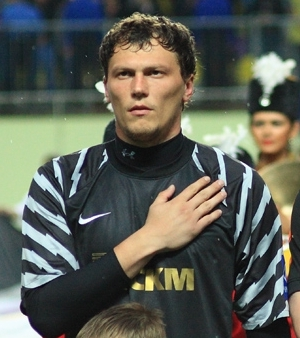
Андрій П'ятов

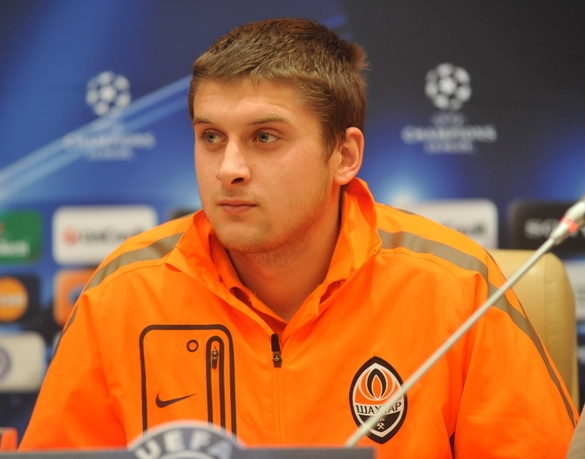
Ярослав Ракицький

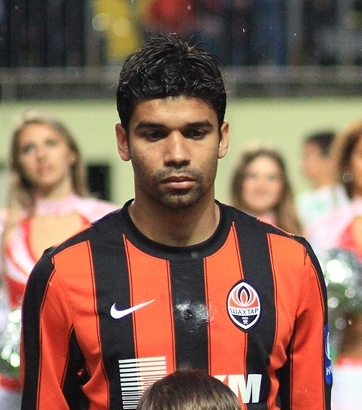
Едуардо

- Григорій Балаба (1936—1941)
- Георгій Бікезін (1937—1949)
- Микола Кононенко (1936—1941)
- Микола Кузнєцов (1937—1945)
- Костянтин Скрипченко (1938—1940)
- Федір Ванзел (1949—1950)
- Олег Жуков (1945, 1949—1951)
- Валентин Сапронов (1952—1963)
- Олександр Алпатов (1951—1959)
- Микола Паршин (1958)
- Борис Стрєлков (1959—1964)
- Юрій Ананченко (1959—1967)
- Геннадій Снєгірьов (1960—1965)
- Віталій Хмельницький (1962—1964)
- Юрій Коротких (1964—1969)
- Олександр Григор'єв (1967—1970)
- Олег Базилевич (1967—1968)
- Валерій Лобановський (1967—1968)
- Валерій Яремченко (1966—1978)
- Анатолій Коньков (1968—1974)
- Едвард Козинкевич (1970—1971)
- Юрій Дудинський (1970—1979)
- Віктор Звягінцев (1970, 1973—1980)
- Юрій Севідов (1972)
- Микола Головко (1957—1968)
- Станіслав Євсеєнко (1965—1971)
- Володимир П'яних (1970—1971, 1974—1983)
- Юрій Авруцький (1971)
- Валерій Горбунов (1972—1982)
- Юрій Дегтерьов (1967—1983)
- Михайло Соколовський (1974—1987)
- Юрій Резник (1975—1978)
- Сергій Морозов (1978—1980, 1982—1986)
- Олександр Гайдаш (1985—1986)
- Сергій Підпалий (1989)
- Віктор Грачов (1980—1981, 1982—1990, 1994—1995)
- Євген Драгунов (1982—1983, 1985—1992)
- Валентин Єлінскас (1983—1987, 1990)
- Василь Євсєєв (1988—1991)
- Андрій Канчельскіс (1990—1991)
- Віктор Онопко (1990—1991)
- Ігор Петров (1982—1991, 1994—1996, 1997—1998)

#### За часів незалежної України

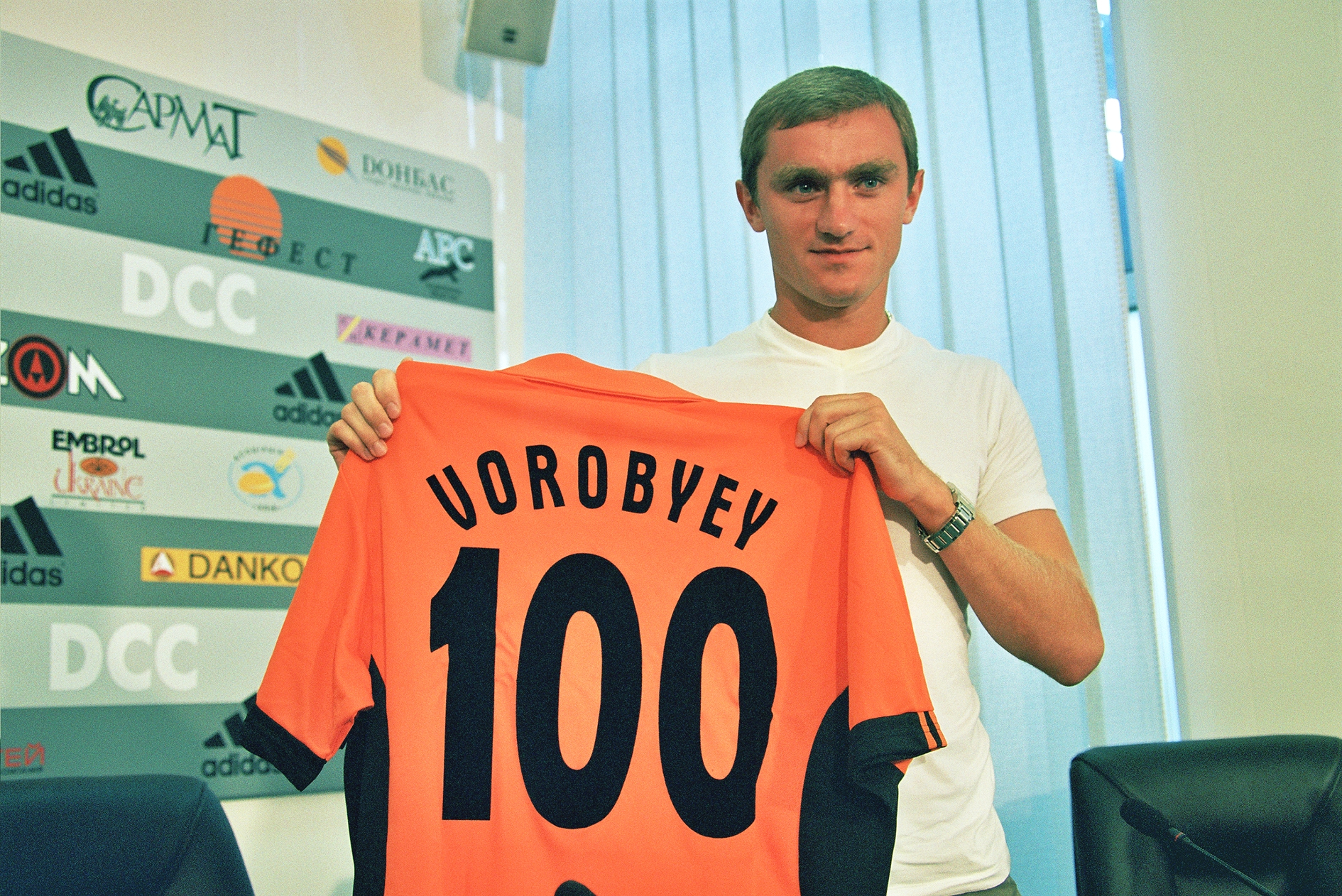
Андрій Воробей з символічною футболкою «Шахтаря» в честь 100 забитих голів за клуб.

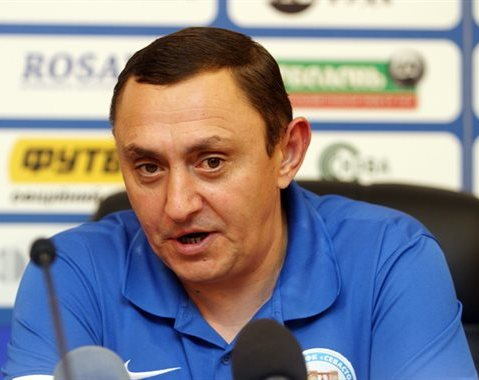
Геннадій Орбу

- Сергій Ребров (1991—1992)
- Геннадій Орбу (1992—1996, 1997—2000)
- Дмитро Шутков (1992—2008)
- Олексій Бєлік (1999—2008)
- Сергій Ателькін (1989—1997, 2000—2002)
- Сергій Нагорняк (1998—2000)
- Юрій Вірт (1997—1999, 2007—2012)
- Володимир Єзерський (2007—2010)
- Дмитро Чигринський (2002—2009, 2010—2015)
- Костянтин Кравченко (2008—2012)
- Ярослав Ракіцький (2009—2019)
- Василь Кобін (2009—2017)
- Олексій Гай (2000—2013)
- В'ячеслав Шевчук (2000—2001, 2005—2016)
- Олександр Кучер (2006—2017)
- Олександр Гладкий (2007—2010, 2014—2016)
- Олександр Рибка (2011—2012)
- Марко Девич (2012—2013)
- Олександр Зінченко (2013—2014)
- Віктор Коваленко (2014—2021)

#### Іноземці
| - Дарійо Срна (2003—2018) - Генріх Мхітарян (2010—2013) - Манор Соломон (2019—т. ч.) - Дайнюс Глевецкас (1999—2003) - Маріуш Левандовський (2001—2010) - Резван Рац (2003—2013) - Чипріан Маріка (2004—2007) - Звонимир Вукич (2003—2008) - Ігор Дуляй (2004—2010) - Едуардо (2010—2014, 2015—2016) - Стипе Плетикоса (2003—2007) | - Томаш Гюбшман (2004—2014) - Ян Лаштувка (2004—2009) - Факундо Феррейра (2013—2018) - Тайсон (2013—2021) - Марлос (2014—2021) - Фернандінью (2005—2013) - Жадсон (2005—2012) - Луїс Адріану (2007—2015) - Ісмаїлі (2013—т. ч.) - Алекс Тейшейра (2010—2015) - Дуглас Коста (2010—2015) | - Брандау (2002—2009) - Вілліан (2007—2013) - Дентіньйо (2011—2021) - Алан Патрік (2011—2022) - Ілсінью (2007—2010, 2012—2015) - Фред (2013—2018) - Елану (2004—2007) - Матузалем (2004—2007) - Тете (2018—2021) - Нері Кастільйо (2007—2011) - Джуліус Агахова (2001—2006, 2009—2012) |

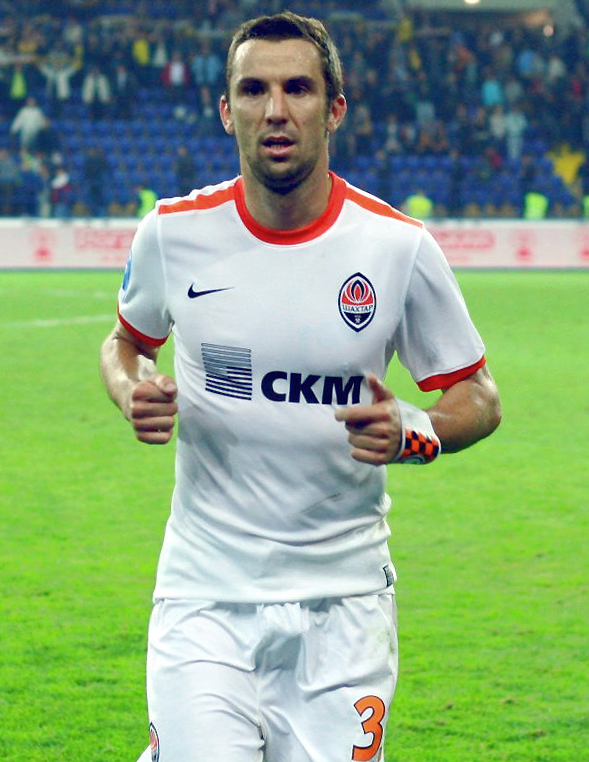
Дарійо Срна
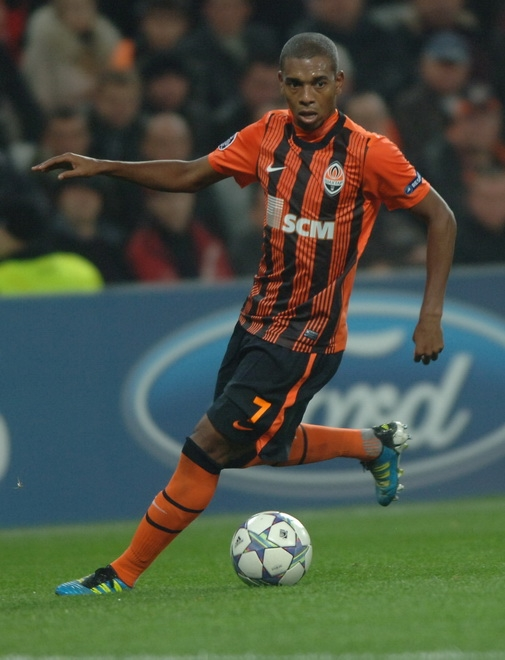
Фернандінью
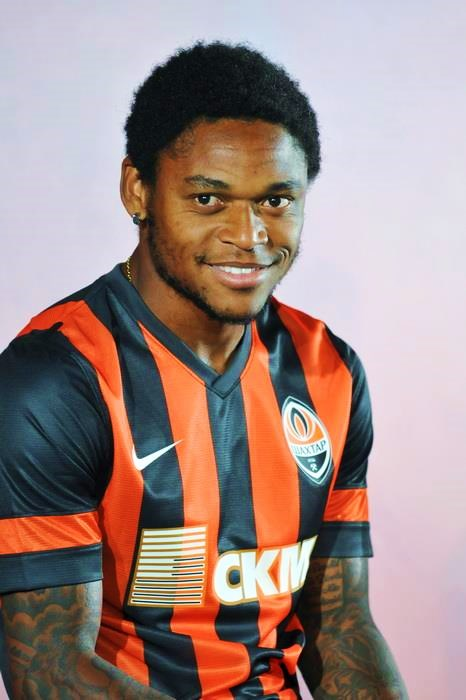
Луїс Адріану
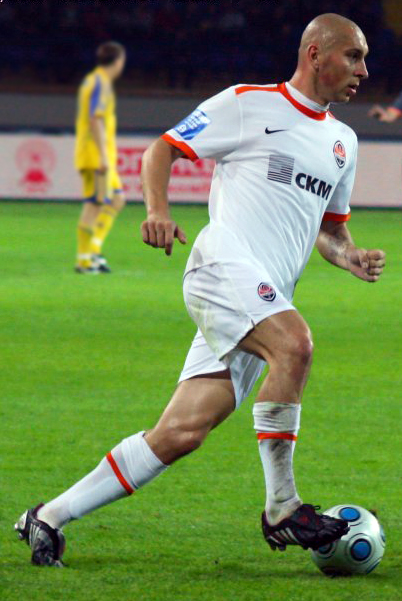
Маріуш Левандовський

### Учасники міжнародних змагань
| - Чемпіонат Європи 1972: - Анатолій Коньков - Літні Олімпійські ігри 2000: - Айзек Окоронкво - Чемпіонат світу 2002: - Айзек Окоронкво - Джуліус Агахова - Чемпіонат Європи 2004: - Дарійо Срна - Предраг Пажин - Кубок африканських націй 2006: - Джуліус Агахова - Чемпіонат світу 2006: - Олексій Бєлік - Андрій Воробей - Ігор Дуляй - Маріуш Левандовський - Дарійо Срна - Анатолій Тимощук - Дмитро Чигринський - Богдан Шуст - Кубок Америки 2007 - Елано - Чемпіонат Європи 2008: - Маріуш Левандовський - Дарійо Срна - Резван Рац - Томаш Гюбшман - Літні Олімпійські ігри 2008: - Ілсінью - Кубок Америки 2011: - Жадсон - Марсело Морено - Чемпіонат Європи 2012: - Дарійо Срна - Едуардо - Ярослав Ракіцький - В'ячеслав Шевчук - Олександр Кучер - Андрій Пятов - Євген Селезньов - Томаш Гюбшман | - Чемпіонат світу 2014: - Бернард - Дарійо Срна - Едуардо - Кубок Америки 2015: - Дуглас Коста - Фред - Чемпіонат Європи 2016: - Андрій Пятов - Ярослав Ракіцький - В'ячеслав Шевчук - Олександр Кучер - Євген Селезньов - Тарас Степаненко - Віктор Коваленко - Дарійо Срна - Богдан Бутко - Микита Шевченко - Олександр Караваєв - Пилип Будківський - Чемпіонат світу 2018: - Фред - Тайсон - Чемпіонат Європи 2020: - Георгій Судаков - Сергій Кривцов - Тарас Степаненко - Марлос - Андрій Пятов - Микола Матвієнко - Анатолій Трубін - Кубок африканських націй 2023: - Новатус Міроші - Чемпіонат Європи 2024: - Валерій Бондар - Олександр Зубков - Юхим Конопля - Микола Матвієнко - Тарас Степаненко - Георгій Судаков - Георгій Гочолейшвілі |  |

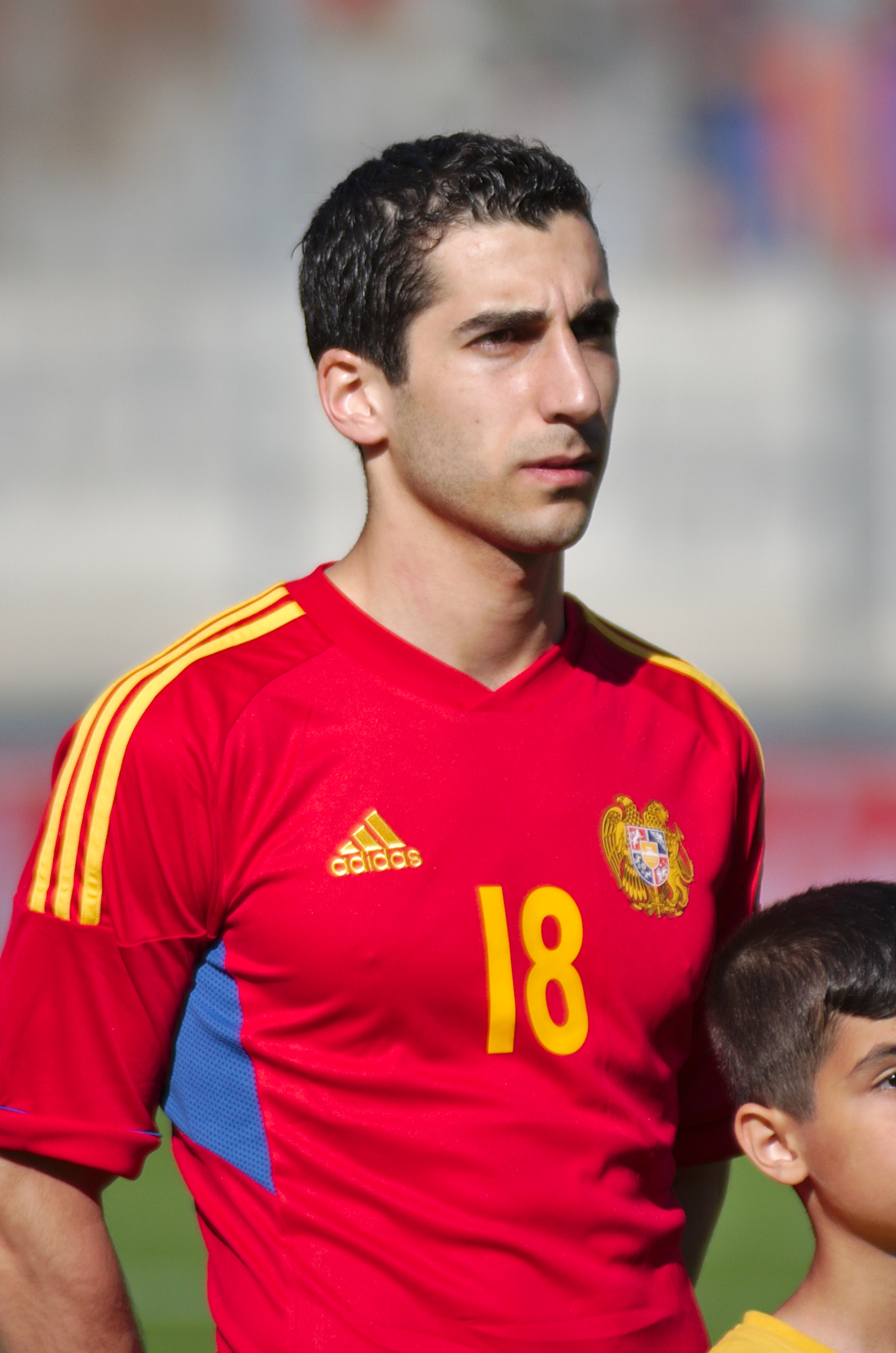
Генріх Мхітарян

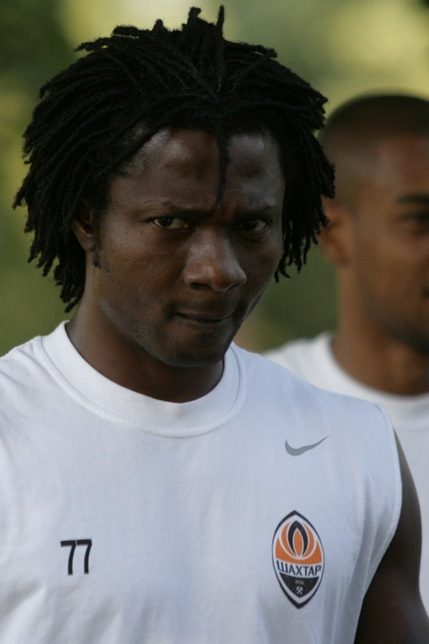
Джуліус Агахова

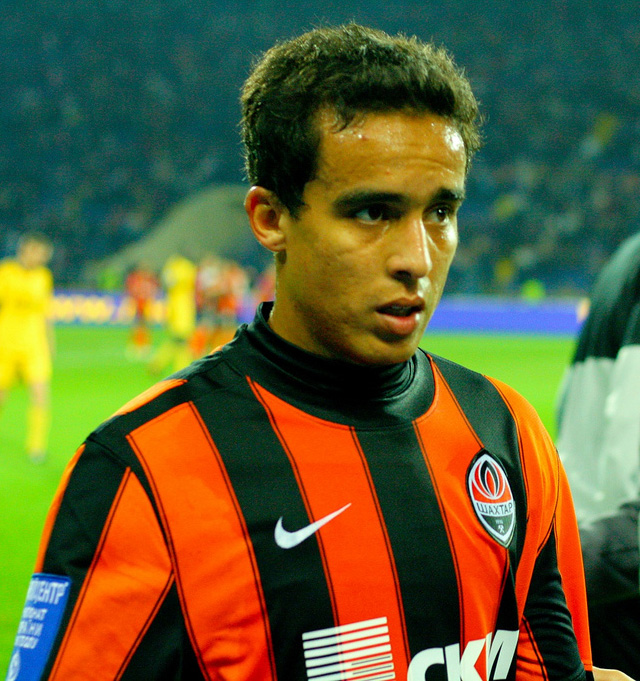
Жадсон

Докладніше: Категорія:Футболісти «Шахтаря» (Донецьк)

## Ювілейні голи
| 1    | Сергій Ребров        | 7 березня 1992    | «Металург» З  | 1:1 |
| 100  | Валерій Кривенцов    | 7 листопада 1993  | «Карпати»     | 3:0 |
| 200  | Геннадій Орбу        | 11 серпня 1995    | «Кремінь»     | 4:1 |
| 300  | Олександр Бабій      | 11 червня 1997    | «Ворскла»     | 4:0 |
| 400  | Олег Матвєєв         | 20 вересня 1998   | «Ворскла»     | 7:3 |
| 500  | Геннадій Зубов       | 20 червня 2000    | «Зірка»       | 2:6 |
| 600  | Сергій Попов         | 31 жовтня 1998    | «Металург» З  | 0:3 |
| 700  | Анатолій Тимощук     | 14 вересня 2003   | «Чорноморець» | 4:1 |
| 800  | Брандау              | 25 травня 2005    | «Дніпро»      | 2:0 |
| 900  | Маріуш Левандовський | 27 жовтня 2006    | «Карпати»     | 4:1 |
| 1000 | Фернандінью          | 11 травня 2008    | ФК «Харків»   | 0:3 |
| 1100 | Дуглас Коста         | 28 березня 2010   | «Арсенал»     | 3:1 |
| 1200 | Дентіньйо            | 29 жовтня 2011    | «Олександрія» | 2:3 |
| 1300 | Олександр Кучер      | 1 березня 2013    | «Волинь»      | 4:1 |
| 1400 | Тарас Степаненко     | 15 серпня 2014    | «Олімпік»     | 0:5 |
| 1500 | Едуардо              | 30 жовтня 2015    | «Зоря»        | 1:7 |
| 1600 | Факундо Феррейра     | 30 квітня 2017    | «Олександрія» | 1:0 |
| 1700 | Марлос               | 15 вересня 2018   | «Олександрія» | 0:2 |
| 1800 | Микола Матвієнко     | 6 грудня 2019     | «Олімпік»     | 3:0 |
| 1900 | Данило Сікан         | 18 вересня 2021   | «Маріуполь»   | 0:5 |
| 2000 | Артем Бондаренко     | 28 травня 2023    | «Дніпро-1»    | 3:0 |
| 2100 | Олександр Зубков     | 23 листопада 2024 | «Інгулець»    | 6:0 |

| 1   | Володимир Роговський | 15 вересня 1976 | «Динамо» (Берлін) (д) | 3:0 |
| 100 | Маріуш Левандовський | 1 жовтня 2002   | «Аустрія» (д)         | 1:0 |
| 200 | Олексій Гай          | 20 серпня 2009  | «Сівасспор» (г)       | 3:0 |
| 300 | Тайсон               | 10 березня 2016 | «Андерлехт» (д)       | 3:1 |
| 400 | Рубен Агілар (аг)    | 25 серпня 2021  | «Монако» (д)          | 2:2 |

## Дербі

### Всеукраїнське дербі

Емблема «Динамо»

Всеукраїнське футбольне дербі — протистояння найсильніших і найтитулованіших українських футбольних клубів — «Динамо» (Київ) та «Шахтар» (Донецьк).
Перша зустріч цих команд була 18 липня 1938. Найбільша перемога була у донецького клубу, з рахунком 6-0 у 1950 році. А найрезультативніший матч, закінчився з рахунком 6-2 на користь київського клубу.
Особливої популярності дербі набуло у 2000 році, коли «Шахтар» став грандом українського футболу. Кожна гра супроводжується сутичками і різними бійками. Але, протистояння цих двох клубів, у кубку, суперкубку, чемпіонаті, єврокубках, не втрачає інтриги.

### Донецьке дербі:«Металург»
Одне з донецьких дербі — «Шахтар» — «Металург», входить до ряду найцікавіших українських футбольних протистоянь. Перша зустріч клубів була у 1998 році, коли переміг «Металург» з рахунком 2-0. На жаль, через фінансові проблеми «Металурга», це дербі не відбувається з 2015 року.

### Донецьке дербі:«Олімпік»
Друге донецьке дербі, після розвалу «Металурга», стало головним протистоянням донецьких клубів. Перший матч команд було зіграно у 2014 році, коли «Олімпік» провів свій дебютний сезон в УПЛ. Саме у цьому матчі Тарас Степаненко забив 1400 гол донеччан у Чемпіонаті України. А у наступному році «Шахтар» вже пропустив перші голи від «Олімпіка», авторами яких були Гегам Кадимян і Володимир Лисенко. Після розформування «Олімпіка» дербі не відбувається.

## Власники та фінанси
Власник і президент — Рінат Ахметов (основний бізнес — металургія, оцінка активів від «Фокусу» — $7,7 млрд). Генеральний спонсор — Систем кепітал менеджмент. Бюджет (видаткова частина) клубу в сезоні 2014/15 становив 95 млн дол., прибуткова частина була на рівні ~64 млн дол.
2016 року клуб змінив підхід до трансферної політики. Клуб планує витрачати невеликі кошти на трансфери або ж узагалі цього не робити. Натомість президент клубу планує вирощувати і продавати гравців.

## Благодійність

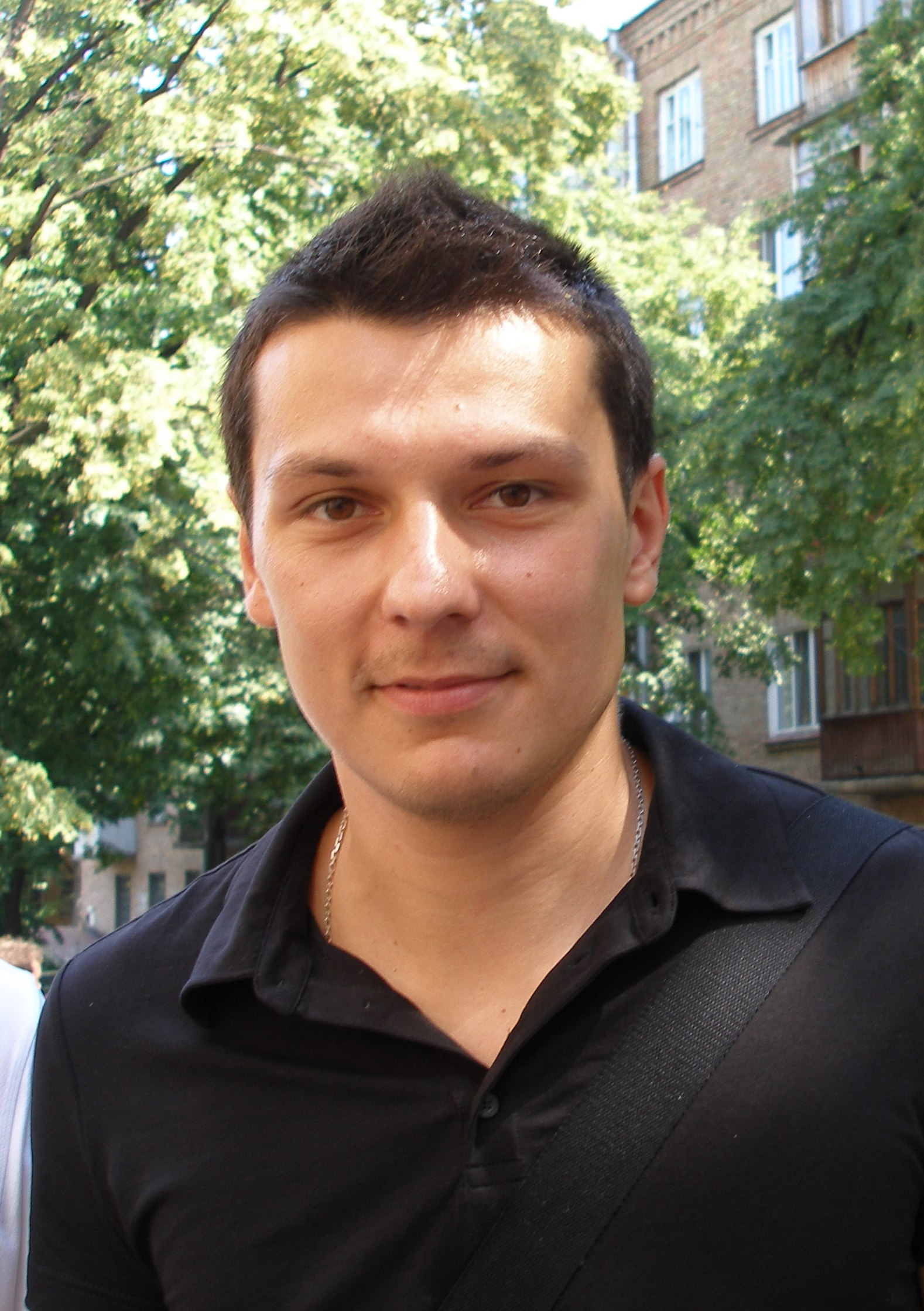
Рустам Худжамов

### Боротьба з сирітством
Клуб організовує благодійні акції. Зокрема, розвиває сайт Сирітству — ні спільно з благодійним фондом «Розвиток України», метою якого є пошук нових сімей для дітей-сиріт. В базі сайту є більше 9 тис. анкет. На презентації партнерства голкіпер донеччан Рустам Худжамов і його дружина Стелла також усиновили дитину.

### «Донбас Арена»
Під час російсько-української війни стадіон «Донбас Арена» використовувався гуманітарним фондом «Допоможемо» для роздачі допомоги жителям окупованих територій. Стадіон символічно названо «Ареною милосердя». Стадіон, так само як і резиденція та підприємства Ріната Ахметова перебували під охороною та працювали, доки їх не націоналізувала «влада» «ДНР».